# ایران در بازی‌های آسیایی ۲۰۱۸
ایران از ۱۸ اوت تا ۲ سپتامبر ۲۰۱۸ در بازی‌های آسیایی ۲۰۱۸ در جاکارتا و پالم‌بانگ اندونزی شرکت کرد. ایران از اولین دوره بازی‌ها در دهلی‌نو ۱۹۵۱ در بازی‌های آسیایی شرکت کرده‌است و بهترین دستاورد ایران در سال ۱۹۷۴ بود، زمانی که ایران میزبان این بازی‌ها بود. در تهران، با کسب ۳۶ مدال طلا، ۲۸ نقره و ۱۷ برنز، در رتبه دوم قرار گرفت. در آخرین تجربه در اینچئون، این کشور با ۵۷ مدال در مجموع - ۲۱ طلا، ۱۸ نقره و ۱۸ برنز کار خود را به پایان رساند.
ایران با ۳۷۸ ورزشکار در این بازی‌ها شرکت کرد. کمیته ملی المپیک ایران (NOCIRI) نام کیمیا علیزاده ۱۹ ساله و دارنده مدال برنز بازی‌های المپیک ۲۰۱۶ ریو را که پرچم ایران را در افتتاحیه این مسابقات بر دوش داشت، اعلام کرد. اما در عرض ۱۲ روز قبل از شروع مسابقات، او در تمرین دچار مصدومیت وحشتناک شد. ام آر آی تأیید کرد که رباط صلیبی وی پاره شده؛ بنابراین الهه احمدی جایگزین وی شد. مسعود سلطانی فر، وزیر وقت ورزش و جوانان، پیش‌بینی کرد که ایران مقام چهارم این بازی‌ها را به دست می‌آورد.

## شرکت کنندگان
| ورزش              | مرد | زن | مجموع |
| ----------------- | --- | -- | ----- |
| اسکواش            | ۲   | ۳  | ۵     |
| بدمینتون          | ۱   | ۱  | ۲     |
| بسکتبال           | ۱۲  | ۰  | ۱۲    |
| بسکتبال سه‌نفره    | ۶   | ۵  | ۱۱    |
| بوکس              | ۳   | ۰  | ۳     |
| پاراگلایدر        | ۳   | ۰  | ۳     |
| پنچاک سیلات       | ۶   | ۳  | ۹     |
| تکواندو           | ۸   | ۸  | ۱۶    |
| تنیس              | ۳   | ۳  | ۶     |
| تنیس روی میز      | ۴   | ۴  | ۸     |
| تیراندازی         | ۱۰  | ۹  | ۱۹    |
| تیراندازی با کمان | ۸   | ۵  | ۱۳    |
| جوجیتسو           | ۸   | ۲  | ۱۰    |
| جودو              | ۴   | ۲  | ۶     |
| دوچرخه‌سواری       | ۱۳  | ۳  | ۱۶    |
| دو و میدانی       | ۱۰  | ۲  | ۱۲    |
| روئینگ            | ۹   | ۶  | ۱۵    |
| ژیمناستیک         | ۴   | ۰  | ۴     |
| سامبو             | ۲   | ۲  | ۴     |
| سپک تاکرا         | ۱۲  | ۰  | ۱۲    |
| سنگ‌نوردی          | ۴   | ۴  | ۸     |
| سوارکاری          | ۵   | ۱  | ۶     |
| سه‌گانه            | ۱   | ۰  | ۱     |
| شمشیربازی         | ۷   | ۴  | ۱۱    |
| شنا               | ۴   | ۰  | ۴     |
| شیرجه             | ۲   | ۰  | ۲     |
| فوتبال            | ۲۰  | ۰  | ۲۰    |
| قایقرانی بادبانی  | ۲   | ۰  | ۲     |
| کاراته            | ۴   | ۴  | ۸     |
| کانوئینگ          | ۱۳  | ۸  | ۲۱    |
| کبدی              | ۱۲  | ۱۲ | ۲۴    |
| کشتی              | ۱۲  | ۰  | ۱۲    |
| کوراش             | ۸   | ۴  | ۱۲    |
| واترپلو           | ۱۳  | ۰  | ۱۳    |
| والیبال           | ۱۴  | ۰  | ۱۴    |
| والیبال ساحلی     | ۴   | ۰  | ۴     |
| وزنه‌برداری        | ۸   | ۰  | ۸     |
| ووشو              | ۴   | ۵  | ۹     |
| هندبال            | ۱۶  | ۰  | ۱۶    |
| مجموع             | ۲۷۹ | ۹۹ | ۳۷۸   |

ورزش‌های غیررسمی
| ورزش               | مرد | زن | مجموع |
| ------------------ | --- | -- | ----- |
| ورزش‌های الکترونیکی | ۳   | ۰  | ۳     |
| مجموع              | ۳   | ۰  | ۳     |

## جدول مدال‌ها
| مدال | نام                                                      | ورزش              | رویداد                      | تاریخ     |
| ---- | -------------------------------------------------------- | ----------------- | --------------------------- | --------- |
| طلا  | حسن یزدانی                                               | کشتی              | ۸۶ کیلوگرم آزاد مردان       | ۱۹ اوت    |
| طلا  | علیرضا کریمی                                             | کشتی              | ۹۷ کیلوگرم آزاد مردان       | ۱۹ اوت    |
| طلا  | پرویز هادی                                               | کشتی              | ۱۲۵ کیلوگرم آزاد مردان      | ۲۰ اوت    |
| طلا  | سعید رجبی                                                | تکواندو           | ۸۰+ کیلوگرم مردان           | ۲۱ اوت    |
| طلا  | میرهاشم حسینی                                            | تکواندو           | ۶۳- کیلوگرم مردان           | ۲۲ اوت    |
| طلا  | حسین نوری                                                | کشتی              | ۸۷ کیلوگرم فرنگی مردان      | ۲۲ اوت    |
| طلا  | محمدعلی گرایی                                            | کشتی              | ۷۷ کیلوگرم فرنگی مردان      | ۲۲ اوت    |
| طلا  | عرفان آهنگریان                                           | ووشو              | ۶۰ کیلوگرم ساندا مردان      | ۲۳ اوت    |
| طلا  | محسن محمدسیفی                                            | ووشو              | ۷۰ کیلوگرم ساندا مردان      | ۲۳ اوت    |
| طلا  | رضا علیپور                                               | سنگ‌نوردی          | سرعت مردان                  | ۲۳ اوت    |
| طلا  | تیم ملی کبدی مردان ایران                                 | کبدی              | مردان                       | ۲۴ اوت    |
| طلا  | تیم ملی کبدی زنان ایران                                  | کبدی              | زنان                        | ۲۴ اوت    |
| طلا  | سهراب مرادی                                              | وزنه‌برداری        | ۹۴ کیلوگرم مردان            | ۲۵ اوت    |
| طلا  | سجاد گنج‌زاده                                             | کاراته            | ۸۴ کیلوگرم مردان            | ۲۵ اوت    |
| طلا  | بهمن عسگری                                               | کاراته            | ۷۵ کیلوگرم مردان            | ۲۷ اوت    |
| طلا  | بهداد سلیمی                                              | وزنه‌برداری        | ۱۰۵+ کیلوگرم مردان          | ۲۷ اوت    |
| طلا  | حسین کیهانی                                              | دو و میدانی       | ۳۰۰۰ متر با مانع مردان      | ۲۷ اوت    |
| طلا  | الیاس علی‌اکبری                                           | کوراش             | ۸۱- کیلوگرم مردان           | ۲۹ اوت    |
| طلا  | احسان حدادی                                              | دو و میدانی       | پرتاب دیسک مردان            | ۲۹ اوت    |
| طلا  | تیم ملی والیبال مردان ایران                              | والیبال           | مردان                       | ۱ سپتامبر |
| نقره | کوروش بختیار                                             | تکواندو           | پومسه انفرادی مردان         | ۱۹ اوت    |
| نقره | مرجان سلحشوری                                            | تکواندو           | پومسه انفرادی زنان          | ۱۹ اوت    |
| نقره | زهرا کیانی                                               | ووشو              | چیانگشو                     | ۲۱ اوت    |
| نقره | امیرمحمد بخشی                                            | تکواندو           | ۶۸ کیلوگرم مردان            | ۲۳ اوت    |
| نقره | الهه منصوریان                                            | ووشو              | ۵۲ کیلوگرم ساندا زنان       | ۲۳ اوت    |
| نقره | شهربانو منصوریان                                         | ووشو              | ۶۰ کیلوگرم ساندا زنان       | ۲۳ اوت    |
| نقره | فرود ظفری                                                | ووشو              | ۶۵ کیلوگرم ساندا مردان      | ۲۳ اوت    |
| نقره | مریم کرمی مریم امیدی پارسا مهسا جاور نازنین رحمانی       | روئینگ            | سبک‌وزن چهارنفره دوپارو زنان | ۲۳ اوت    |
| نقره | علی پاکدامن محمد رهبری فرزاد باهر ارسباران مجتبی عابدینی | شمشیربازی         | سابر تیمی مردان             | ۲۳ اوت    |
| نقره | نازنین ملائی                                             | روئینگ            | سبک‌وزن تک‌نفره دوپارو زنان   | ۲۴ اوت    |
| نقره | مریم امیدی پارسا نازنین رحمانی                           | روئینگ            | سبک‌وزن دونفره دوپارو زنان   | ۲۴ اوت    |
| نقره | امیر مهدی‌زاده                                            | کاراته            | ۶۰ کیلوگرم مردان            | ۲۶ اوت    |
| نقره | طراوت خاکسار                                             | کاراته            | ۵۵ کیلوگرم زنان             | ۲۶ اوت    |
| نقره | رزیتا علیپور                                             | کاراته            | ۶۱ کیلوگرم زنان             | ۲۶ اوت    |
| نقره | سعید علی‌حسینی                                            | وزنه‌برداری        | ۱۰۵+ کیلوگرم مردان          | ۲۷ اوت    |
| نقره | جعفر پهلوانی                                             | کوراش             | ۹۰+ کیلوگرم مردان           | ۲۸ اوت    |
| نقره | هدیه کاظمی                                               | کانو و کایاک      | کایاک یک‌نفره ۵۰۰ متر زنان   | ۳۰ اوت    |
| نقره | سعید ملایی                                               | جودو              | ۸۱- کیلوگرم مردان           | ۳۰ اوت    |
| نقره | امیر مرادی                                               | دو میدانی         | دو ۱۵۰۰ متر مردان           | ۳۰ اوت    |
| نقره | تیم ملی بسکتبال مردان ایران                              | بسکتبال           | مردان                       | ۱ سپتامبر |
| برنز | رضا اطری                                                 | کشتی              | ۵۷ کیلوگرم آزاد مردان       | ۱۹ اوت    |
| برنز | فرزان عاشورزاده                                          | تکواندو           | ۵۸ کیلوگرم مردان            | ۲۰ اوت    |
| برنز | علی پاکدامن                                              | شمشیربازی         | سابر انفرادی مردان          | ۲۰ اوت    |
| برنز | مهرداد مردانی                                            | کشتی              | ۶۰ کیلوگرم فرنگی مردان      | ۲۱ اوت    |
| برنز | محمدرضا گرایی                                            | کشتی              | ۶۷ کیلوگرم فرنگی مردان      | ۲۱ اوت    |
| برنز | مه‌لقا جام‌بزرگ                                            | تیراندازی         | تفنگ سه وضعیت ۵۰ متر زنان   | ۲۲ اوت    |
| برنز | مریم کرمی پریسا احمدی                                    | روئینگ            | دونفره دوپارو زنان          | ۲۳ اوت    |
| برنز | ناهید کیانی                                              | تکواندو           | ۴۹ کیلوگرم زنان             | ۲۳ اوت    |
| برنز | حمیده عباسعلی                                            | کاراته            | ۶۸+ کیلوگرم زنان            | ۲۵ اوت    |
| برنز | تهمینه کربلایی                                           | پنچاک سیلات       | ۶۰ تا ۶۵ کیلوگرم زنان       | ۲۶ اوت    |
| برنز | علی هاشمی                                                | وزنه‌برداری        | ۱۰۵ کیلوگرم مردان           | ۲۶ اوت    |
| برنز | تیم ملی بسکتبال ۳ نفره مردان ایران                       | بسکتبال سه نفره   | مردان                       | ۲۶ اوت    |
| برنز | پگاه زنگنه                                               | کاراته            | ۶۸ کیلوگرم زنان             | ۲۷ اوت    |
| برنز | نیما محبوبی فرشته قربانی                                 | تیراندازی با کمان | کامپوند مختلط               | ۲۷ اوت    |
| برنز | ذبیح‌الله پورشیب                                          | کاراته            | ۸۴ کیلوگرم مردان            | ۲۷ اوت    |
| برنز | قنبرعلی قنبری                                            | کوراش             | ۶۶ کیلوگرم مردان            | ۲۸ اوت    |
| برنز | امید تیزتک                                               | کوراش             | ۸۱- کیلوگرم مردان           | ۲۹ اوت    |
| برنز | محمدنبی رضایی                                            | کانو و کایاک      | کانو یک‌نفره ۱۰۰۰ متر مردان  | ۳۰ اوت    |
| برنز | احمدرضا طالبیان پیمان قویدل علی آقامیرزایی امین بوداغی   | کانو و کایاک      | کایاک ۴ نفره ۵۰۰ متر مردان  | ۳۰ اوت    |
| برنز | محمد محمدی بریمانلو                                      | جودو              | ۷۳- کیلوگرم مردان           | ۳۰ اوت    |
| برنز | نوشاد عالمیان                                            | تنیس روی میز      | انفرادی مردان               | ۱ سپتامبر |
| برنز | تیم ملی واترپلو ایران                                    | واترپلو           | مردان                       | ۱ سپتامبر |

| مدال‌ها بر پایه ورزش | مدال‌ها بر پایه ورزش | مدال‌ها بر پایه ورزش | مدال‌ها بر پایه ورزش | مدال‌ها بر پایه ورزش |
| ------------------- | ------------------- | ------------------- | ------------------- | ------------------- |
| ورزش                | 1                   | 2                   | 3                   | مجموع               |
| کشتی                | ۵                   | ۰                   | ۳                   | ۸                   |
| ووشو                | ۲                   | ۴                   | ۰                   | ۶                   |
| کاراته              | ۲                   | ۳                   | ۳                   | ۸                   |
| تکواندو             | ۲                   | ۳                   | ۲                   | ۷                   |
| وزنه‌برداری          | ۲                   | ۱                   | ۱                   | ۴                   |
| دو و میدانی         | ۲                   | ۱                   | ۰                   | ۳                   |
| کبدی                | ۲                   | ۰                   | ۰                   | ۲                   |
| کوراش               | ۱                   | ۱                   | ۲                   | ۴                   |
| صعود ورزشی          | ۱                   | ۰                   | ۰                   | ۱                   |
| والیبال             | ۱                   | ۰                   | ۰                   | ۱                   |
| روئینگ              | ۰                   | ۳                   | ۱                   | ۴                   |
| کانو و کایاک        | ۰                   | ۱                   | ۲                   | ۳                   |
| شمشیربازی           | ۰                   | ۱                   | ۱                   | ۲                   |
| جودو                | ۰                   | ۱                   | ۱                   | ۲                   |
| بسکتبال             | ۰                   | ۱                   | ۱                   | ۲                   |
| تیراندازی           | ۰                   | ۰                   | ۱                   | ۱                   |
| پنچاک سیلات         | ۰                   | ۰                   | ۱                   | ۱                   |
| تیراندازی با کمان   | ۰                   | ۰                   | ۱                   | ۱                   |
| تنیس روی میز        | ۰                   | ۰                   | ۱                   | ۱                   |
| واترپلو             | ۰                   | ۰                   | ۱                   | ۱                   |
| مجموع               | ۲۰                  | ۲۰                  | ۲۲                  | ۶۲                  |

| بر پایه تاریخ | بر پایه تاریخ | بر پایه تاریخ | بر پایه تاریخ | بر پایه تاریخ | بر پایه تاریخ |
| ------------- | ------------- | ------------- | ------------- | ------------- | ------------- |
| روز           | تاریخ         | 1             | 2             | 3             | مجموع         |
| روز ۱         | ۱۹ اوت        | ۲             | ۲             | ۱             | ۵             |
| روز ۲         | ۲۰ اوت        | ۱             | ۰             | ۲             | ۳             |
| روز ۳         | ۲۱ اوت        | ۱             | ۱             | ۲             | ۴             |
| روز ۴         | ۲۲ اوت        | ۳             | ۰             | ۱             | ۴             |
| روز ۵         | ۲۳ اوت        | ۳             | ۶             | ۲             | ۱۱            |
| روز ۶         | ۲۴ اوت        | ۲             | ۲             | ۰             | ۴             |
| روز ۷         | ۲۵ اوت        | ۲             | ۰             | ۱             | ۳             |
| روز ۸         | ۲۶ اوت        | ۰             | ۳             | ۳             | ۶             |
| روز ۹         | ۲۷ اوت        | ۳             | ۱             | ۳             | ۷             |
| روز ۱۰        | ۲۸ اوت        | ۰             | ۱             | ۱             | ۲             |
| روز ۱۱        | ۲۹ اوت        | ۲             | ۰             | ۱             | ۳             |
| روز ۱۲        | ۳۰ اوت        | ۰             | ۳             | ۳             | ۶             |
| روز ۱۳        | ۳۱ اوت        | ۰             | ۰             | ۰             | ۰             |
| روز ۱۴        | ۱ سپتامبر     | ۱             | ۱             | ۲             | ۴             |
| روز ۱۵        | ۲ سپتامبر     |               |               |               |               |
| مجموع         | مجموع         | ۲۰            | ۲۰            | ۲۲            | ۶۲            |

## شیرجه
مردان
| ورزشکار                   | رویداد             | مقدماتی | مقدماتی | فینال  | فینال |
| ورزشکار                   | رویداد             | امتیاز  | رتبه    | امتیاز | رتبه  |
| ------------------------- | ------------------ | ------- | ------- | ------ | ----- |
| مجتبی ولی‌پور              | ۱ متر تخته فنری    | ۳۰۲٫۹۰  | ۹       | ۳۰۸٫۶۰ | ۸     |
| شهنام نظرپور مجتبی ولی‌پور | ۱۰ متر سکوی همزمان | —       | —       | ۳۱۸٫۰۶ | ۶     |

## شنا
مردان
| ورزشکار                                                | رویداد                  | مرحله گروهی | مرحله گروهی | فینال     | فینال     |
| ورزشکار                                                | رویداد                  | زمان        | رتبه        | زمان      | رتبه      |
| ------------------------------------------------------ | ----------------------- | ----------- | ----------- | --------- | --------- |
| بنیامین قره‌حسنلو                                       | ۵۰ متر آزاد             | ۲۳٫۱۱       | ۱۹          | راه نیافت | راه نیافت |
| بنیامین قره‌حسنلو                                       | ۱۰۰ متر آزاد            | ۵۱٫۳۷       | ۲۶          | راه نیافت | راه نیافت |
| سینا غلامپور                                           | ۵۰ متر آزاد             | ۲۳٫۵۴       | ۲۳          | راه نیافت | راه نیافت |
| سینا غلامپور                                           | ۱۰۰ متر آزاد            | ۵۱٫۰۶       | ۲۲          | راه نیافت | راه نیافت |
| علیرضا یاوری                                           | ۲۰۰ متر آزاد            | ۱:۵۴٫۲۸     | ۲۲          | راه نیافت | راه نیافت |
| علیرضا یاوری                                           | ۱۰۰ متر پروانه          | ۵۶٫۱۰       | ۲۳          | راه نیافت | راه نیافت |
| مهدی انصاری                                            | ۵۰ متر قورباغه          | ۲۹٫۳۵       | ۲۰          | راه نیافت | راه نیافت |
| مهدی انصاری                                            | ۵۰ متر پروانه           | ۲۴٫۹۵       | ۲۰          | راه نیافت | راه نیافت |
| مهدی انصاری                                            | ۱۰۰ متر پروانه          | ۵۴٫۸۸       | ۱۷          | راه نیافت | راه نیافت |
| سینا غلامپور بنیامین قره‌حسنلو علیرضا یاوری مهدی انصاری | ۴ × ۱۰۰ متر آزاد امدادی | ۳:۲۶٫۱۲     | ۱۰          | راه نیافت | راه نیافت |

## واترپلو
مردان
| تیم       | رویداد        | مرحله گروهی        | مرحله گروهی           | مرحله گروهی         | مرحله گروهی | یک چهارم نهایی           | نیمه نهایی       | فینال / مدال برنز                  | فینال / مدال برنز |
| تیم       | رویداد        | امتیاز مسابقه      | امتیاز مسابقه         | امتیاز مسابقه       | رتبه        | امتیاز مسابقه            | امتیاز مسابقه    | امتیاز مسابقه                      | رتبه              |
| --------- | ------------- | ------------------ | --------------------- | ------------------- | ----------- | ------------------------ | ---------------- | ---------------------------------- | ----------------- |
| تیم مردان | مسابقات مردان | سنگاپور · برد ۱۱–۵ | کرهٔ جنوبی · برد ۱۶–۱۱ | قزاقستان · باخت ۵–۹ | ۲           | عربستان سعودی · برد ۱۵–۷ | ژاپن · باخت ۱۸–۷ | مسابقه مدال برنز · چین · برد ۱۶–۱۵ | 3                 |

فهرست تیم
سرمربی:  الکساندر چیریچ
- امید لطف‌پور
- پیمان اسدی
- امیرحسین رهبر
- حامد ملک‌خانبانان
- امیرحسین کیهانی
- علی پیروزخواه
- امیر دهداری
- مهدی یزدان‌خواه
- سهیل رستمیان
- محمدجواد عباسی
- ارشیا الماسی
- حسین خالدی
- شایان قاسمی

## تیراندازی با کمان
مردان
| ورزشکار                                            | رویداد        | دور رنکینگ | دور رنکینگ | یک سی و دوم نهایی        | یک‌شانزدهم نهایی | یک‌هشتم نهایی        | یک‌چهارم نهایی        | نیمه‌نهایی | فینال     | رتبه |
| ورزشکار                                            | رویداد        | امتیاز     | رتبه       | یک سی و دوم نهایی        | یک‌شانزدهم نهایی | یک‌هشتم نهایی        | یک‌چهارم نهایی        | نیمه‌نهایی | فینال     | رتبه |
| -------------------------------------------------- | ------------- | ---------- | ---------- | ------------------------ | --------------- | ------------------- | -------------------- | --------- | --------- | ---- |
| عرفان ارژنگی‌پور                                    | ریکرو انفرادی | ۶۱۱        | ۶۵         | راه نیافت                | راه نیافت       | راه نیافت           | راه نیافت            | راه نیافت | راه نیافت | ۷۲   |
| صادق اشرفی                                         | ریکرو انفرادی | ۶۴۴        | ۳۴         | سالم (QAT) · باخت ۴–۶    | راه نیافت       | راه نیافت           | راه نیافت            | راه نیافت | راه نیافت | ۳۳   |
| امین پیرعلی                                        | ریکرو انفرادی | ۶۳۴        | ۴۵         | العتیبی (KSA) · باخت ۰–۶ | راه نیافت       | راه نیافت           | راه نیافت            | راه نیافت | راه نیافت | ۳۳   |
| میلاد وزیری                                        | ریکرو انفرادی | ۶۱۶        | ۵۸         | راه نیافت                | راه نیافت       | راه نیافت           | راه نیافت            | راه نیافت | راه نیافت | ۶۹   |
| صادق اشرفی امین پیرعلی میلاد وزیری عرفان ارژنگی‌پور | ریکرو تیمی    | ۱۸۹۴       | ۱۲         | —                        | Bye             | مالزی · برد ۶–۰     | چین · باخت ۰–۶       | راه نیافت | راه نیافت | ۸    |
| اسماعیل عبادی امیر کاظم‌پور نیما محبوبی مجید قیدی   | کامپوند تیمی  | ۲۰۷۵       | ۴          | —                        | —               | بوتان · برد ۲۳۱–۲۱۷ | مالزی · باخت ۲۲۴–۲۳۲ | راه نیافت | راه نیافت | ۷    |

زنان
| ورزشکار                                          | رویداد        | دور رنکینگ | دور رنکینگ | یک سی و دوم نهایی    | یک‌شانزدهم نهایی          | یک‌هشتم نهایی                       | یک‌چهارم نهایی          | نیمه‌نهایی                | فینال                                       | رتبه |
| ورزشکار                                          | رویداد        | امتیاز     | رتبه       | یک سی و دوم نهایی    | یک‌شانزدهم نهایی          | یک‌هشتم نهایی                       | یک‌چهارم نهایی          | نیمه‌نهایی                | فینال                                       | رتبه |
| ------------------------------------------------ | ------------- | ---------- | ---------- | -------------------- | ------------------------ | ---------------------------------- | ---------------------- | ------------------------ | ------------------------------------------- | ---- |
| زهرا نعمتی                                       | ریکرو انفرادی | ۶۲۲        | ۳۱         | کوثر (PAK) · برد ۶–۰ | توکبایوا (KAZ) · برد ۶–۵ | چویرونیسا (INA) · باخت پیروزی آسان | راه نیافت              | راه نیافت                | راه نیافت                                   | ۹    |
| مینو عابدی پریسا براتچی فرشته قربانی راحله فارسی | کامپوند تیمی  | ۲۰۵۱       | ۴          | —                    | —                        | مغولستان · برد ۲۲۱–۲۰۳             | قزاقستان · برد ۲۲۴–۲۱۷ | کره جنوبی · باخت ۲۲۸–۲۳۱ | مسابقه مدال برنز · چین تایپه · باخت ۲۲۱–۲۲۶ | ۴    |

مختلط
| ورزشکار                  | رویداد       | دور رنکینگ | دور رنکینگ | یک‌شانزدهم نهایی | یک‌هشتم نهایی       | یک‌چهارم نهایی     | نیمه‌نهایی                | فینال                                    | رتبه |
| ورزشکار                  | رویداد       | امتیاز     | رتبه       | یک‌شانزدهم نهایی | یک‌هشتم نهایی       | یک‌چهارم نهایی     | نیمه‌نهایی                | فینال                                    | رتبه |
| ------------------------ | ------------ | ---------- | ---------- | --------------- | ------------------ | ----------------- | ------------------------ | ---------------------------------------- | ---- |
| صادق اشرفی زهرا نعمتی    | ریکرو تیمی   | ۱۲۶۶       | ۱۳         | لائوس · برد ۵–۴ | ژاپن · باخت ۰–۶    | راه نیافت         | راه نیافت                | راه نیافت                                | ۹    |
| نیما محبوبی فرشته قربانی | کامپوند تیمی | ۱۳۸۴       | ۷          | —               | ژاپن · برد ۱۵۲–۱۵۲ | هند · برد ۱۵۵–۱۵۳ | چین تایپه · باخت ۱۳۸–۱۵۳ | مسابقه مدال برنز · سنگاپور · برد ۱۵۵–۱۵۲ | 3    |

## دو و میدانی
مردان
دو
| ورزشکار     | رویداد           | دور اول | دور اول   | دور اول | نیمه نهایی | نیمه نهایی | نیمه نهایی | فینال      | فینال     |
| ورزشکار     | رویداد           | دسته    | زمان      | رتبه    | دسته       | زمان       | رتبه       | زمان       | رتبه      |
| ----------- | ---------------- | ------- | --------- | ------- | ---------- | ---------- | ---------- | ---------- | --------- |
| حسن تفتیان  | ۱۰۰ متر          | ۵       | ۱۰٫۳۵     | ۴       | ۳          | ۱۰٫۱۷      | ۳          | ۱۰٫۱۹      | ۶         |
| حسن تفتیان  | ۲۰۰ متر          | ۲       | ۲۱٫۲۵     | ۱۰      | ۱          | ۲۱٫۴۷      | ۷          | راه نیافت  | راه نیافت |
| علی خدیور   | ۲۰۰ متر          | ۴       | شروع نکرد | -       | راه نیافت  | راه نیافت  | راه نیافت  | راه نیافت  | راه نیافت |
| علی خدیور   | ۴۰۰ متر          | ۱       | تمام نکرد | -       | راه نیافت  | راه نیافت  | راه نیافت  | راه نیافت  | راه نیافت |
| امیر مرادی  | ۸۰۰ متر          | ۲       | ۱:۴۸٫۳۱   | ۲       | —          | —          | —          | ۱:۴۶٫۵۵    | ۴         |
| امیر مرادی  | ۱۵۰۰ متر         | ۲       | ۳:۴۶٫۹۳   | ۳       | —          | —          | —          | ۳٫۴۵٫۶۲    | 2         |
| حسین کیهانی | ۳۰۰۰ متر با مانع | —       | —         | —       | —          | —          | —          | ۸:۲۲٫۷۹ GR | 1         |
| حسین کیهانی | ۵۰۰۰ متر         | —       | —         | —       | —          | —          | —          | ۱۴:۰۸٫۶۹   | ۴         |
| رضا ملک‌پور  | ۴۰۰ متر با مانع  | ۳       | ۵۰٫۹۹     | ۵       | —          | —          | —          | راه نیافت  | راه نیافت |

میدانی
| ورزشکار       | رویداد     | نتیجه          | رتبه           |
| ------------- | ---------- | -------------- | -------------- |
| شاهین مهردلان | پرتاب وزنه | مسافتی ثبت نشد | مسافتی ثبت نشد |
| علی ثمری      | پرتاب وزنه | ۱۸٫۲۱          | ۷              |
| احسان حدادی   | پرتاب دیسک | ۶۵٫۷۱          | 1              |
| محمد صمیمی    | پرتاب دیسک | ۵۸٫۰۹          | ۴              |
| رضا مقدم      | پرتاب چکش  | ۶۴٫۶۷          | ۹              |

زنان
دو
| ورزشکار     | رویداد  | دور اول | دور اول | دور اول | نیمه نهایی | نیمه نهایی | نیمه نهایی | فینال     | فینال     | رتبه |
| ورزشکار     | رویداد  | دسته    | زمان    | رتبه    | دسته       | زمان       | رتبه       | زمان      | رتبه      | رتبه |
| ----------- | ------- | ------- | ------- | ------- | ---------- | ---------- | ---------- | --------- | --------- | ---- |
| الهام کاکلی | ۲۰۰ متر | ۱       | ۲۵٫۱۲   | ۵       | راه نیافت  | راه نیافت  | راه نیافت  | راه نیافت | راه نیافت | ۲۳   |

میدانی
| ورزشکار     | رویداد     | نتیجه | رتبه |
| ----------- | ---------- | ----- | ---- |
| سپیده توکلی | پرش ارتفاع | ۱٫۷۵  | ۷    |

## بدمینتون
مردان
| ورزشکار      | رویداد  | دور ۶۴ | دور ۳۲                                | دور ۱۶    | یک‌چهارم نهایی | نیمه‌نهایی | فینال     | رتبه |
| ------------ | ------- | ------ | ------------------------------------- | --------- | ------------- | --------- | --------- | ---- |
| مهران شهبازی | انفرادی | Bye    | گینتینگ (INA) · باخت ۰–۲ · ۹–۲۱، ۸–۲۱ | راه نیافت | راه نیافت     | راه نیافت | راه نیافت | ۱۷   |

زنان
| ورزشکار    | رویداد  | دور ۶۴ | دور ۳۲                              | دور ۱۶    | یک‌چهارم نهایی | نیمه‌نهایی | فینال     | رتبه |
| ---------- | ------- | ------ | ----------------------------------- | --------- | ------------- | --------- | --------- | ---- |
| ثریا آقایی | انفرادی | —      | نهوال (IND) · باخت ۰–۲ · ۷–۲۱، ۹–۲۱ | راه نیافت | راه نیافت     | راه نیافت | راه نیافت | ۱۷   |

## بسکتبال

### ۳ نفره
مردان
| تیم       | رویداد        | مقدماتی              | مقدماتی | یک‌چهارم نهایی      | نیمه‌نهایی        | فینال                                | رتبه |
| تیم       | رویداد        | گروه D               | رتبه    | یک‌چهارم نهایی      | نیمه‌نهایی        | فینال                                | رتبه |
| --------- | ------------- | -------------------- | ------- | ------------------ | ---------------- | ------------------------------------ | ---- |
| تیم مردان | سه نفره مردان | مالزی · برد ۱۸–۱۳    | ۱       | تایوان · برد ۱۸–۱۷ | چین · باخت ۱۹–۲۱ | مسابقه مدال برنز · تایلند · برد ۲۱–۷ | 3    |
| تیم مردان | سه نفره مردان | قزاقستان · برد ۲۱–۱۵ | ۱       | تایوان · برد ۱۸–۱۷ | چین · باخت ۱۹–۲۱ | مسابقه مدال برنز · تایلند · برد ۲۱–۷ | 3    |
| تیم مردان | سه نفره مردان | عراق · برد ۱۹–۱۶     | ۱       | تایوان · برد ۱۸–۱۷ | چین · باخت ۱۹–۲۱ | مسابقه مدال برنز · تایلند · برد ۲۱–۷ | 3    |
| تیم مردان | سه نفره مردان | ترکمنستان · برد ۲۱–۷ | ۱       | تایوان · برد ۱۸–۱۷ | چین · باخت ۱۹–۲۱ | مسابقه مدال برنز · تایلند · برد ۲۱–۷ | 3    |
| تیم مردان | سه نفره مردان | افغانستان · برد ۲۰–۵ | ۱       | تایوان · برد ۱۸–۱۷ | چین · باخت ۱۹–۲۱ | مسابقه مدال برنز · تایلند · برد ۲۱–۷ | 3    |

فهرست تیم
- علی الله‌وردی
- امیرحسین آذری
- نوید خواجه‌زاده
- محمد یوسف‌وند
- سرمربی: محمد کسایی‌پور

زنان
| تیم      | رویداد       | مقدماتی                  | مقدماتی | یک‌چهارم نهایی   | نیمه‌نهایی | فینال     | رتبه |
| تیم      | رویداد       | گروه C                   | رتبه    | یک‌چهارم نهایی   | نیمه‌نهایی | فینال     | رتبه |
| -------- | ------------ | ------------------------ | ------- | --------------- | --------- | --------- | ---- |
| تیم زنان | سه نفره زنان | تایلند · باخت ۷–۱۱       | ۲       | چین · باخت ۷–۲۱ | راه نیافت | راه نیافت | ۸    |
| تیم زنان | سه نفره زنان | قزاقستان · برد ۱۸–۱۲     | ۲       | چین · باخت ۷–۲۱ | راه نیافت | راه نیافت | ۸    |
| تیم زنان | سه نفره زنان | مالدیو · برد پیروزی آسان | ۲       | چین · باخت ۷–۲۱ | راه نیافت | راه نیافت | ۸    |

فهرست تیم
- شیدا شجاعی
- کیمیا یزدیان طهرانی
- زهرا عدالت‌کار
- ناهیده اسدی
- سرمربی: آزاده زمان‌پور

### ۵ نفره
مردان
| تیم       | مقدماتی           | مقدماتی | یک‌چهارم نهایی    | نیمه‌نهایی             | فینال            | رتبه |
| تیم       | گروه B            | رتبه    | یک‌چهارم نهایی    | نیمه‌نهایی             | فینال            | رتبه |
| --------- | ----------------- | ------- | ---------------- | --------------------- | ---------------- | ---- |
| تیم مردان | سوریه · برد ۶۸–۵۵ | ۱       | ژاپن · برد ۹۳–۶۷ | کرهٔ جنوبی · برد ۸۰–۶۸ | چین · باخت ۷۲–۸۴ | 2    |

فهرست تیم

## بوکس
مردان
| ورزشکار        | رویداد     | دور ۳۲                | دور ۱۶                  | یک‌چهارم نهایی            | نیمه‌نهایی | فینال     | رتبه |
| -------------- | ---------- | --------------------- | ----------------------- | ------------------------ | --------- | --------- | ---- |
| امید احمدی صفا | ۴۹ کیلوگرم | میلیف (TKM) · برد ۵–۰ | کیم (PRK) · باخت ۲–۳    | راه نیافت                | راه نیافت | راه نیافت | ۹    |
| سجاد کاظم‌زاده  | ۶۹ کیلوگرم | باچو (PHI) · برد ۴–۱  | آراموتو (JPN) · برد ۵–۰ | ادی (THA) · باخت ۰–۵     | راه نیافت | راه نیافت | ۵    |
| شاهین موسوی    | ۷۵ کیلوگرم | Bye                   | قوسون (SYR) · برد ۵–۰   | مدریموف (UZB) · باخت ۰–۵ | راه نیافت | راه نیافت | ۵    |

## قایقرانی

### اسلالوم
مردان
| ورزشکار          | رویداد | مرحله گروهی | مرحله گروهی | مرحله گروهی | مرحله گروهی | نیمه‌نهایی | نیمه‌نهایی | فینال  | فینال |
| ورزشکار          | رویداد | ۱           | ۲           | بهترین      | رتبه        | زمان      | رتبه      | زمان   | رتبه  |
| ---------------- | ------ | ----------- | ----------- | ----------- | ----------- | --------- | --------- | ------ | ----- |
| محمدمهدی کنارنگ  | C1     | ۱۱۳٫۸۰      | ۱۱۶٫۳۹      | ۱۱۶٫۳۹      | ۱۳          | ۱۳۴٫۸۴    | ۱۲        | ۱۷۶٫۸۹ | ۸     |
| امیرمحمد فتاح‌پور | K1     | ۹۱٫۲۶       | ۱۱۵٫۰۸      | ۹۱٫۲۶       | ۷           | ۱۰۰٫۲۶    | ۸         | ۹۴٫۹۰  | ۵     |

زنان
| ورزشکار         | رویداد | مرحله گروهی | مرحله گروهی | مرحله گروهی | مرحله گروهی | نیمه‌نهایی | نیمه‌نهایی | فینال  | فینال |
| ورزشکار         | رویداد | ۱           | ۲           | بهترین      | رتبه        | زمان      | رتبه      | زمان   | رتبه  |
| --------------- | ------ | ----------- | ----------- | ----------- | ----------- | --------- | --------- | ------ | ----- |
| شقایق سید یوسفی | C1     | ۲۷۱٫۳۸      | ۱۷۹٫۳۷      | ۱۷۹٫۳۷      | ۱۰          | ۲۷۷٫۱۴    | ۸         | ۱۷۵٫۳۵ | ۸     |
| رکسانا رازقیان  | K1     | ۱۲۳٫۱۶      | ۱۱۲٫۲۶      | ۱۱۲٫۲۶      | ۷           | ۱۳۸٫۵۹    | ۷         | ۱۳۴٫۰۳ | ۶     |

### اسپرینت
مردان
| ورزشکار                                               | رویداد                 | مرحله گروهی | مرحله گروهی | مرحله گروهی | نیمه‌نهایی | نیمه‌نهایی | فینال    | فینال |
| ورزشکار                                               | رویداد                 | دسته        | زمان        | رتبه        | زمان      | رتبه      | زمان     | رتبه  |
| ----------------------------------------------------- | ---------------------- | ----------- | ----------- | ----------- | --------- | --------- | -------- | ----- |
| محمد نبی رضایی                                        | کانو تک‌نفره ۱۰۰۰ متر   | —           | —           | —           | —         | —         | ۴:۰۶٫۴۳۴ | 3     |
| پژمان دیوسالاری عادل مجللی                            | کانو دونفره ۲۰۰ متر    | ۲           | ۴۱٫۵۹۶      | ۳           | —         | —         | ۳۸٫۳۹۹   | ۴     |
| شاهو ناصری علی اجاقی                                  | کانو دونفره ۱۰۰۰ متر   | —           | —           | —           | —         | —         | ۳:۴۹٫۲۶۵ | ۴     |
| علی آقامیرزایی                                        | کایاک تک‌نفره ۲۰۰ متر   | ۲           | ۳۸٫۲۱۰      | ۴           | ۳۶٫۸۳۸    | ۲         | ۳۶٫۹۶۰   | ۶     |
| علی آقامیرزایی امین بداغی                             | کایاک دونفره ۱۰۰۰ متر  | ۲           | ۳:۳۸٫۲۰۲    | ۳           | —         | —         | ۳:۳۵٫۳۳۹ | ۶     |
| احمدرضا طالبیان پیمان قویدل علی آقامیرزایی امین بداغی | کایاک چهارنفره ۵۰۰ متر | ۱           | ۱:۲۸٫۴۶۹    | ۲           | —         | —         | ۱:۲۶٫۲۱۷ | 3     |

زنان
| ورزشکار                    | رویداد               | مرحله گروهی | مرحله گروهی | مرحله گروهی | نیمه‌نهایی | نیمه‌نهایی | فینال    | فینال |
| ورزشکار                    | رویداد               | دسته        | زمان        | رتبه        | زمان      | رتبه      | زمان     | رتبه  |
| -------------------------- | -------------------- | ----------- | ----------- | ----------- | --------- | --------- | -------- | ----- |
| فاطمه کرم‌جانی آتنا رئوفی   | کانو دونفره ۵۰۰ متر  | —           | —           | —           | —         | —         | ۲:۱۰٫۴۰۸ | ۷     |
| آرزو حکیمی مقدم            | کایاک تک‌نفره ۲۰۰ متر | ۲           | ۴۴٫۱۷۰      | ۳           | —         | —         | ۴۳٫۵۹۴   | ۷     |
| هدیه کاظمی                 | کایاک تک‌نفره ۵۰۰ متر | —           | —           | —           | —         | —         | ۲:۰۲٫۲۸۰ | 2     |
| هدیه کاظمی آرزو حکیمی مقدم | کایاک دونفره ۵۰۰ متر | —           | —           | —           | —         | —         | ۱:۵۱٫۶۵۵ | ۵     |

## دوچرخه‌سواری

### کوهستان
مردان
| ورزشکار       | رویداد      | دور رتبه‌بندی | دور رتبه‌بندی | فینال    | فینال |
| ورزشکار       | رویداد      | زمان         | رتبه         | زمان     | رتبه  |
| ------------- | ----------- | ------------ | ------------ | -------- | ----- |
| محمد پورشریف  | کراس کانتری | —            | —            | ۱:۴۰:۴۸  | ۵     |
| فراز شکری     | کراس کانتری | —            | —            | ۱:۳۷:۵۴  | ۴     |
| حسین زنجانیان | دانهیل      | ۲:۳۰٫۹۶۲     | ۷            | ۲:۲۱٫۶۲۳ | ۵     |

زنان
| ورزشکار       | رویداد      | زمان    | رتبه |
| ------------- | ----------- | ------- | ---- |
| فرانک پرتوآذر | کراس کانتری | ۱:۲۹:۲۴ | ۴    |

### جاده
مردان
| ورزشکار            | رویداد            | زمان     | رتبه |
| ------------------ | ----------------- | -------- | ---- |
| محمد گنج‌خانلو      | استقامت جاده      | ۳:۳۱:۳۴  | ۳۳   |
| صمد پورسیدی        | استقامت جاده      | ۳:۲۶:۱۰  | ۱۴   |
| سعید صفرزاده       | استقامت جاده      | ۳:۲۶:۰۰  | ۸    |
| مهدی سهرابی        | استقامت جاده      | ۳:۳۱:۳۴  | ۳۲   |
| آروین معظمی گودرزی | تایم تریل انفرادی | ۵۸:۵۶٫۳۳ | ۶    |

زنان
| ورزشکار       | رویداد            | زمان     | رتبه |
| ------------- | ----------------- | -------- | ---- |
| ماندانا دهقان | استقامت جاده      | ۲:۵۷:۴۰  | ۷    |
| ماندانا دهقان | تایم تریل انفرادی | ۳۵:۰۷٫۰۱ | ۶    |

### پیست
مردان
| ورزشکار                              | رویداد       | انتخابی | انتخابی | یک‌شانزدهم نهایی | یک‌هشتم نهایی                 | یک‌چهارم نهایی | نیمه‌نهایی | فینال     | رتبه |
| ورزشکار                              | رویداد       | زمان    | رتبه    | یک‌شانزدهم نهایی | یک‌هشتم نهایی                 | یک‌چهارم نهایی | نیمه‌نهایی | فینال     | رتبه |
| ------------------------------------ | ------------ | ------- | ------- | --------------- | ---------------------------- | ------------- | --------- | --------- | ---- |
| محمد دانشور                          | اسپرینت      | ۱۰٫۳۰۶  | ۱۳      | Bye             | واکیموتو (JPN) · باخت ۰٫۲۷۲+ | راه نیافت     | راه نیافت | راه نیافت | ۱۳   |
| احسان خادمی                          | اسپرینت      | ۱۰٫۲۵۱  | ۱۱      | Bye             | فوکایا (JPN) · باخت ۰٫۲۲۵+   | راه نیافت     | راه نیافت | راه نیافت | ۱۱   |
| علی علی‌عسکری احسان خادمی محمد دانشور | اسپرینت تیمی | ۴۵٫۳۲۴  | ۷       | —               | —                            | —             | —         | راه نیافت | ۷    |

| ورزشکار     | رویداد | دور اول | دور اول | دور اول | شانس مجدد دور اول | شانس مجدد دور اول | شانس مجدد دور اول | دور دوم   | دور دوم   | دور دوم   | فینال     | فینال     | فینال     | رتبه |
| ورزشکار     | رویداد | دسته    | اختلاف  | رتبه    | دسته              | اختلاف            | رتبه              | دسته      | اختلاف    | رتبه      | دسته      | اختلاف    | رتبه      | رتبه |
| ----------- | ------ | ------- | ------- | ------- | ----------------- | ----------------- | ----------------- | --------- | --------- | --------- | --------- | --------- | --------- | ---- |
| محمد دانشور | کیرین  | ۳       | +۱٫۰۳۶  | ۶       | ۱                 | ۰٫۶۰۶+            | ۴                 | راه نیافت | راه نیافت | راه نیافت | راه نیافت | راه نیافت | راه نیافت | ۱۳   |
| احسان خادمی | کیرین  | ۱       | +۰٫۲۹۴  | ۴       | ۲                 | ۰٫۳۰۳+            | ۴                 | راه نیافت | راه نیافت | راه نیافت | راه نیافت | راه نیافت | راه نیافت | ۱۳   |

| ورزشکار                | رویداد  | دور اسکرچ | دور تمپو | دور حذفی | دور امتیازی | مجموع | رتبه |
| ---------------------- | ------- | --------- | -------- | -------- | ----------- | ----- | ---- |
| محمد گنج‌خانلو          | اومنیوم | ۴۰        | ۲۴       | ۳۴       | ۱۰          | ۱۰۸   | ۴    |
| مهدی سهرابی محمد رجبلو | مدیسون  | —         | —        | —        | —           | ۲۲−   | ۶    |

## سوارکاری
| ورزشکار        | اسب   | رویداد        | پری سنت-جورج | پری سنت-جورج | اینترمدییت I | اینترمدییت I | اینترمدییت I آزاد | اینترمدییت I آزاد |
| ورزشکار        | اسب   | رویداد        | امتیاز       | رتبه         | امتیاز       | رتبه         | فنی               | هنری              |
| -------------- | ----- | ------------- | ------------ | ------------ | ------------ | ------------ | ----------------- | ----------------- |
| لیتا سهیلا سهی | ایرفک | درساژ انفرادی | ۶۶٫۶۴۶       | ۱۲           | ۶۷٫۲۶۴       | ۹            | ۷۱٫۷۷۵            | ۶                 |

| ورزشکار     | اسب             | رویداد           | درساژ  | درساژ | کراس کانتری | کراس کانتری | فینال پرش | فینال پرش |
| ورزشکار     | اسب             | رویداد           | امتیاز | رتبه  | امتیاز      | رتبه        | امتیاز    | رتبه      |
| ----------- | --------------- | ---------------- | ------ | ----- | ----------- | ----------- | --------- | --------- |
| توفان ترابی | وایتانگی آمازون | ایونتینگ انفرادی | ۳۳٫۲۰  | ۱۹    | حذف شد      | –           | حذف شد    | –         |

| ورزشکار         | اسب               | رویداد  | انتخابی ۱ | انتخابی ۱ | مقدماتی ۱ | مقدماتی ۱ | مقدماتی ۲ | مقدماتی ۲ | فینال دور ۱ | فینال دور ۱ | فینال دور ۲ | فینال دور ۲ |
| ورزشکار         | اسب               | رویداد  | امتیاز    | رتبه      | امتیاز    | رتبه      | امتیاز    | رتبه      | امتیاز      | رتبه        | امتیاز      | رتبه        |
| --------------- | ----------------- | ------- | --------- | --------- | --------- | --------- | --------- | --------- | ----------- | ----------- | ----------- | ----------- |
| داوود پوررضایی  | ونور دیزاینی      | انفرادی | ۱۱٫۶۴     | ۴۴        | ۱۵٫۶۴     | ۳۴        | ۲۳٫۶۴     | ۳۰        | ۳۵٫۶۴       | ۲۶          | ۴۳٫۶۴       | ۲۰          |
| فرهنگ صادقی     | کوییک 'ن' استپ    | انفرادی | ۱۲٫۷۴     | ۴۸        | ۲۰٫۷۴     | ۴۳        | ۴۰٫۷۴     | ۴۶        | راه نیافت   | راه نیافت   | راه نیافت   | راه نیافت   |
| مسعود مکاری‌نژاد | سیرانو د اوربری   | انفرادی | ۱۱٫۲۶     | ۴۳        | ۲۸٫۲۶     | ۵۲        | راه نیافت | راه نیافت | راه نیافت   | راه نیافت   | راه نیافت   | راه نیافت   |
| آریانا روانبخش  | اس.آی.ای. سی کروس | انفرادی | ۴۳٫۸۵     | ۶۳        | ۵۱٫۸۵     | ۵۹        | راه نیافت | راه نیافت | راه نیافت   | راه نیافت   | راه نیافت   | راه نیافت   |

| ورزشکاران                        | اسب‌ها                                                          | رویداد | انتخابی ۱ | انتخابی ۱ | مقدماتی ۱ | مقدماتی ۱ | فینال     | فینال     |
| ورزشکاران                        | اسب‌ها                                                          | رویداد | امتیاز    | رتبه      | امتیاز    | رتبه      | امتیاز    | رتبه      |
| -------------------------------- | -------------------------------------------------------------- | ------ | --------- | --------- | --------- | --------- | --------- | --------- |
| مکاری‌نژاد پوررضایی روانبخش صادقی | سیرانو د اوربری ونور دیزاینی اس. آی.ای. سی کروس کوییک 'ن' استپ | تیمی   | ۳۵٫۶۴     | ۱۳        | راه نیافت | راه نیافت | راه نیافت | راه نیافت |

## شمشیربازی
مردان
| ورزشکار                                               | رویداد       | مقدماتی                        | مقدماتی | ۱/۳۲ نهایی                 | ۱/۱۶ نهایی            | یک‌چهارم نهایی          | نیمه‌نهایی              | فینال                  | رتبه |
| ورزشکار                                               | رویداد       | گروه‌ها                         | رتبه    | ۱/۳۲ نهایی                 | ۱/۱۶ نهایی            | یک‌چهارم نهایی          | نیمه‌نهایی              | فینال                  | رتبه |
| ----------------------------------------------------- | ------------ | ------------------------------ | ------- | -------------------------- | --------------------- | ---------------------- | ---------------------- | ---------------------- | ---- |
| محمد اسماعیلی                                         | اپه انفرادی  | چانتاراپیدوک (THA) · برد ۵–۳   | ۱۹      | باودونوف (KGZ) · باخت ۶–۱۵ | راه نیافت             | راه نیافت              | راه نیافت              | راه نیافت              | ۲۱   |
| محمد اسماعیلی                                         | اپه انفرادی  | فونگ (HKG) · باخت ۳–۴          | ۱۹      | باودونوف (KGZ) · باخت ۶–۱۵ | راه نیافت             | راه نیافت              | راه نیافت              | راه نیافت              | ۲۱   |
| محمد اسماعیلی                                         | اپه انفرادی  | پتروف (KGZ) · باخت ۳–۵         | ۱۹      | باودونوف (KGZ) · باخت ۶–۱۵ | راه نیافت             | راه نیافت              | راه نیافت              | راه نیافت              | ۲۱   |
| محمد اسماعیلی                                         | اپه انفرادی  | نگوین (VIE) · برد ۵–۳          | ۱۹      | باودونوف (KGZ) · باخت ۶–۱۵ | راه نیافت             | راه نیافت              | راه نیافت              | راه نیافت              | ۲۱   |
| محمد اسماعیلی                                         | اپه انفرادی  | کانو (JPN) · باخت ۳–۵          | ۱۹      | باودونوف (KGZ) · باخت ۶–۱۵ | راه نیافت             | راه نیافت              | راه نیافت              | راه نیافت              | ۲۱   |
| محمد رضایی                                            | اپه انفرادی  | الحمدی (UAE) · برد ۵–۴         | ۱۲      | علیموف (UZB) · باخت ۱۰–۱۵  | راه نیافت             | راه نیافت              | راه نیافت              | راه نیافت              | ۱۸   |
| محمد رضایی                                            | اپه انفرادی  | دولوگون (MGL) · برد ۵–۴        | ۱۲      | علیموف (UZB) · باخت ۱۰–۱۵  | راه نیافت             | راه نیافت              | راه نیافت              | راه نیافت              | ۱۸   |
| محمد رضایی                                            | اپه انفرادی  | شی (CHN) · باخت ۲–۵            | ۱۲      | علیموف (UZB) · باخت ۱۰–۱۵  | راه نیافت             | راه نیافت              | راه نیافت              | راه نیافت              | ۱۸   |
| محمد رضایی                                            | اپه انفرادی  | واگ-اورمینسکی (CAM) · برد ۵–۴  | ۱۲      | علیموف (UZB) · باخت ۱۰–۱۵  | راه نیافت             | راه نیافت              | راه نیافت              | راه نیافت              | ۱۸   |
| محمد رضایی                                            | اپه انفرادی  | جئونگامنوایچای (THA) · برد ۵–۲ | ۱۲      | علیموف (UZB) · باخت ۱۰–۱۵  | راه نیافت             | راه نیافت              | راه نیافت              | راه نیافت              | ۱۸   |
| محمد رضایی                                            | اپه انفرادی  | پارک (KOR) · باخت ۴–۵          | ۱۲      | علیموف (UZB) · باخت ۱۰–۱۵  | راه نیافت             | راه نیافت              | راه نیافت              | راه نیافت              | ۱۸   |
| مجتبی عابدینی محمد اسماعیلی امیررضا کنعانی محمد رضایی | اپه تیمی     | —                              | —       | —                          | قرقیزستان · برد ۴۵–۴۴ | کره جنوبی · باخت ۲۶–۴۵ | راه نیافت              | راه نیافت              | ۸    |
| مجتبی عابدینی                                         | سابر انفرادی | لو (HKG) · باخت ۴–۵            | ۹       | Bye                        | شو (CHN) · برد ۱۵–۶   | گو (KOR) · باخت ۱۲–۱۵  | راه نیافت              | راه نیافت              | ۸    |
| مجتبی عابدینی                                         | سابر انفرادی | شو (CHN) · باخت ۱–۵            | ۹       | Bye                        | شو (CHN) · برد ۱۵–۶   | گو (KOR) · باخت ۱۲–۱۵  | راه نیافت              | راه نیافت              | ۸    |
| مجتبی عابدینی                                         | سابر انفرادی | وو (VIE) · برد ۵–۲             | ۹       | Bye                        | شو (CHN) · برد ۱۵–۶   | گو (KOR) · باخت ۱۲–۱۵  | راه نیافت              | راه نیافت              | ۸    |
| مجتبی عابدینی                                         | سابر انفرادی | پوترا (MAS) · برد ۵–۴          | ۹       | Bye                        | شو (CHN) · برد ۱۵–۶   | گو (KOR) · باخت ۱۲–۱۵  | راه نیافت              | راه نیافت              | ۸    |
| مجتبی عابدینی                                         | سابر انفرادی | السعدی (QAT) · برد ۵–۰         | ۹       | Bye                        | شو (CHN) · برد ۱۵–۶   | گو (KOR) · باخت ۱۲–۱۵  | راه نیافت              | راه نیافت              | ۸    |
| علی پاکدامن                                           | سابر انفرادی | یوشیدا (JPN) · برد ۵–۲         | ۲       | Bye                        | لام (HKG) · برد ۱۵–۱۰ | وو (VIE) · برد ۱۵–۱۱   | اوه (KOR) · باخت ۱۴–۱۵ | راه نیافت              | 3    |
| علی پاکدامن                                           | سابر انفرادی | نگوین (VIE) · برد ۵–۴          | ۲       | Bye                        | لام (HKG) · برد ۱۵–۱۰ | وو (VIE) · برد ۱۵–۱۱   | اوه (KOR) · باخت ۱۴–۱۵ | راه نیافت              | 3    |
| علی پاکدامن                                           | سابر انفرادی | لام (HKG) · برد ۵–۲            | ۲       | Bye                        | لام (HKG) · برد ۱۵–۱۰ | وو (VIE) · برد ۱۵–۱۱   | اوه (KOR) · باخت ۱۴–۱۵ | راه نیافت              | 3    |
| علی پاکدامن                                           | سابر انفرادی | سلمان‌پور (QAT) · برد ۵–۰       | ۲       | Bye                        | لام (HKG) · برد ۱۵–۱۰ | وو (VIE) · برد ۱۵–۱۱   | اوه (KOR) · باخت ۱۴–۱۵ | راه نیافت              | 3    |
| علی پاکدامن                                           | سابر انفرادی | ستیاوان (INA) · برد ۵–۳        | ۲       | Bye                        | لام (HKG) · برد ۱۵–۱۰ | وو (VIE) · برد ۱۵–۱۱   | اوه (KOR) · باخت ۱۴–۱۵ | راه نیافت              | 3    |
| 'مجتبی عابدینی' فرزاد باهر علی پاکدامن محمد رهبری     | سابر تیمی    | —                              | —       | —                          | Bye                   | اندونزی · برد ۴۵–۲۱    | چین · برد ۴۵–۴۳        | کره جنوبی · باخت ۳۲–۴۵ | 2    |

زنان
| ورزشکار                                               | رویداد       | مقدماتی                     | مقدماتی | ۱/۳۲ نهایی                    | ۱/۱۶ نهایی | یک‌چهارم نهایی          | نیمه‌نهایی | فینال     | رتبه |
| ورزشکار                                               | رویداد       | گروه‌ها                      | رتبه    | ۱/۳۲ نهایی                    | ۱/۱۶ نهایی | یک‌چهارم نهایی          | نیمه‌نهایی | فینال     | رتبه |
| ----------------------------------------------------- | ------------ | --------------------------- | ------- | ----------------------------- | ---------- | ---------------------- | --------- | --------- | ---- |
| فائزه رفیعی                                           | سابر انفرادی | یون (KOR) · باخت ۱–۵        | ۱۵      | چیان (CHN) · باخت ۱۳–۱۵       | راه نیافت  | راه نیافت              | راه نیافت | راه نیافت | ۱۵   |
| فائزه رفیعی                                           | سابر انفرادی | پرماتاساری (INA) · باخت ۳–۵ | ۱۵      | چیان (CHN) · باخت ۱۳–۱۵       | راه نیافت  | راه نیافت              | راه نیافت | راه نیافت | ۱۵   |
| فائزه رفیعی                                           | سابر انفرادی | چهای (CAM) · برد ۵–۳        | ۱۵      | چیان (CHN) · باخت ۱۳–۱۵       | راه نیافت  | راه نیافت              | راه نیافت | راه نیافت | ۱۵   |
| فائزه رفیعی                                           | سابر انفرادی | فوکوشیما (JPN) · باخت ۳–۵   | ۱۵      | چیان (CHN) · باخت ۱۳–۱۵       | راه نیافت  | راه نیافت              | راه نیافت | راه نیافت | ۱۵   |
| فائزه رفیعی                                           | سابر انفرادی | تاپا (NEP) · برد ۵–۰        | ۱۵      | چیان (CHN) · باخت ۱۳–۱۵       | راه نیافت  | راه نیافت              | راه نیافت | راه نیافت | ۱۵   |
| نجمه سازنجیان                                         | سابر انفرادی | نوویتا (INA) · باخت ۳–۵     | ۱۰      | پرماتاساری (INA) · باخت ۱۱–۱۵ | راه نیافت  | راه نیافت              | راه نیافت | راه نیافت | ۱۰   |
| نجمه سازنجیان                                         | سابر انفرادی | پوچکوتووا (KAZ) · برد ۵–۲   | ۱۰      | پرماتاساری (INA) · باخت ۱۱–۱۵ | راه نیافت  | راه نیافت              | راه نیافت | راه نیافت | ۱۰   |
| نجمه سازنجیان                                         | سابر انفرادی | کیم (KOR) · باخت ۴–۵        | ۱۰      | پرماتاساری (INA) · باخت ۱۱–۱۵ | راه نیافت  | راه نیافت              | راه نیافت | راه نیافت | ۱۰   |
| نجمه سازنجیان                                         | سابر انفرادی | پوکیاو (THA) · برد ۵–۱      | ۱۰      | پرماتاساری (INA) · باخت ۱۱–۱۵ | راه نیافت  | راه نیافت              | راه نیافت | راه نیافت | ۱۰   |
| کیانا باقرزاده پریماه برزگر فائزه رفیعی نجمه سازنجیان | سابر تیمی    | —                           | —       | —                             | Bye        | کره جنوبی · باخت ۲۳–۴۵ | راه نیافت | راه نیافت | ۶    |

## فوتبال
خلاصه
| تیم       | رویداد        | مرحله گروهی               | مرحله گروهی         | مرحله گروهی     | مرحله گروهی | ۱/۱۶ نهایی           | یک‌چهارم نهایی | نیمه‌نهایی  | فینال / م‌ب | فینال / م‌ب |
| تیم       | رویداد        | حریف نتیجه                | حریف نتیجه          | حریف نتیجه      | رتبه        | حریف نتیجه           | حریف نتیجه    | حریف نتیجه | حریف نتیجه | رتبه       |
| --------- | ------------- | ------------------------- | ------------------- | --------------- | ----------- | -------------------- | ------------- | ---------- | ---------- | ---------- |
| تیم مردان | مسابقات مردان | عربستان سعودی · تساوی ۰–۰ | کرهٔ شمالی · برد ۳-۰ | برمه · باخت ۰-۲ | ۱           | کرهٔ جنوبی · باخت ۰-۲ | راه نیافت     | راه نیافت  | راه نیافت  | ۱۳         |

مسابقات مردان
فهرست تیم
فهرست زیر ترکیب تیم ایران در مسابقات فوتبال مردان در بازی‌های آسیایی ۲۰۱۸ است. این فهرست متشکل از ۲۰ بازیکن در تاریخ ۳۱ ژوئیه اعلام شد.
سرمربی:  زلاتکو کرانچار
| ۱  | دروازه‌بان | مهدی امینی (کاپیتان) | ۱۶ مه ۱۹۹۶ (۲۲ سال)      | پیکان           |  |  |
| ۱۲ | دروازه‌بان | شهاب عادلی           | ۱۹ ژانویه ۱۹۹۷ (۲۱ سال)  | سپاهان          |  |  |
|    |           |                      |                          |                 |  |  |
| ۲  | مدافع     | محمد آقاجانپور       | ۲۰ آوریل ۱۹۹۷ (۲۱ سال)   | پدیده           |  |  |
| ۳  | مدافع     | محمد مسلمی‌پور        | ۲۵ مه ۱۹۹۷ (۲۱ سال)      | تراکتور         |  |  |
| ۴  | مدافع     | مهدی رحیمی           | ۲ مه ۱۹۹۹ (۱۹ سال)       | سپاهان          |  |  |
| ۵  | مدافع     | علیرضا آرتا          | ۴ فوریه ۱۹۹۷ (۲۱ سال)    | مس کرمان        |  |  |
| ۱۸ | مدافع     | شاهین عباسیان        | ۱۶ ژوئن ۱۹۹۷ (۲۱ سال)    | پرسپولیس        |  |  |
| ۲۰ | مدافع     | عارف آغاسی           | ۲ ژانویه ۱۹۹۷ (۲۱ سال)   | فولاد خوزستان   |  |  |
|    |           |                      |                          |                 |  |  |
| ۶  | هافبک     | محمد سلطانی مهر      | ۴ فوریه ۱۹۹۹ (۱۹ سال)    | سایپا           |  |  |
| ۷  | هافبک     | یونس دلفی            | ۲ اکتبر ۲۰۰۰ (۱۷ سال)    | استقلال خوزستان |  |  |
| ۹  | هافبک     | محمدمهدی مهدی‌خانی    | ۲۸ ژوئیه ۱۹۹۷ (۲۱ سال)   | پدیده           |  |  |
| ۱۱ | هافبک     | مهدی قائدی           | ۵ دسامبر ۱۹۹۸ (۱۹ سال)   | استقلال         |  |  |
| ۱۳ | هافبک     | ابوالفضل رزاق‌پور     | ۱۷ سپتامبر ۱۹۹۷ (۲۰ سال) | پیکان           |  |  |
| ۱۵ | هافبک     | احمدرضا احمدوند      | ۶ فوریه ۱۹۹۹ (۱۹ سال)    | استقلال         |  |  |
| ۱۷ | هافبک     | سینا زامهران         | ۱۰ مارس ۱۹۹۷ (۲۱ سال)    | پدیده           |  |  |
| ۱۹ | هافبک     | محمد خدابنده‌لو       | ۷ سپتامبر ۱۹۹۹ (۱۸ سال)  | پیکان           |  |  |
|    |           |                      |                          |                 |  |  |
| ۸  | مهاجم     | محمدامین اسدی        | ۲۴ دسامبر ۱۹۹۸ (۱۹ سال)  | پرسپولیس        |  |  |
| ۱۰ | مهاجم     | محمدرضا آزادی        | ۷ دسامبر ۱۹۹۹ (۱۸ سال)   | تراکتور         |  |  |
| ۱۴ | مهاجم     | رضا جبیره            | ۷ ژوئیه ۱۹۹۷ (۲۱ سال)    | صنعت نفت آبادان |  |  |
| ۱۶ | مهاجم     | امیر روستایی         | ۵ اوت ۱۹۹۷ (۲۱ سال)      | پیکان           |  |  |

| مقام | تیم           | بازی | برد | تساوی | باخت | گ‌ز | گ‌خ | ت‌گ | امتیاز | صلاحیت     |
| ---- | ------------- | ---- | --- | ----- | ---- | -- | -- | -- | ------ | ---------- |
| ۱    | ایران         | ۳    | ۱   | ۱     | ۱    | ۳  | ۲  | ۱  | ۴      | مرحله حذفی |
| ۲    | کرهٔ شمالی     | ۳    | ۱   | ۱     | ۱    | ۴  | ۴  | ۰  | ۴      | مرحله حذفی |
| ۳    | عربستان سعودی | ۳    | ۱   | ۱     | ۱    | ۳  | ۳  | ۰  | ۴      | مرحله حذفی |
| ۴    | برمه          | ۳    | ۱   | ۱     | ۱    | ۳  | ۴  | ۱- | ۴      | حذف        |

| ایران | ۰–۰ | عربستان سعودی |
| ----- | --- | ------------- |
|       |     |               |

| کرهٔ شمالی | ۰–۳ | ایران                                                   |
| --------- | --- | ------------------------------------------------------- |
|           |     | ۲۷' امیر روستایی · ۶۸' مهدی قائدی · ۳+۹۰' عارف آغاسی(پ) |

| برمه                                   | ۲–۰ | ایران |
| -------------------------------------- | --- | ----- |
| ۵۶' لویین موئه آئونگ · ۶۸' هتت فیو وای |     |       |

| کرهٔ جنوبی                       | ۲–۰ | ایران |
| ------------------------------- | --- | ----- |
| ۴۰' هانگ یی جو · ۵۵' لی سونگ-وو |     |       |

| ورزشکار                                                | رویداد      | انتخابی   | انتخابی   | فینال     | فینال     |
| ورزشکار                                                | رویداد      | امتیاز    | رتبه      | امتیاز    | رتبه      |
| ------------------------------------------------------ | ----------- | --------- | --------- | --------- | --------- |
| مهدی احمدکهنی سعیدرضا کیخا محمدرضا خسرونژاد سامان مدنی | تیمی        | ۲۳۰٫۳۰۰   | ۸         | ۱۶۴٫۲۵۰   | ۸         |
| مهدی احمدکهنی                                          | تمامی اسباب | —         | —         | تمام نکرد | تمام نکرد |
| مهدی احمدکهنی                                          | حرکات زمینی | شروع نکرد | شروع نکرد | راه نیافت | راه نیافت |
| مهدی احمدکهنی                                          | خرک حلقه    | ۱۰٫۴۰۰    | ۴۴        | راه نیافت | راه نیافت |
| مهدی احمدکهنی                                          | دار حلقه    | ۱۴٫۱۰۰    | ۱۴        | راه نیافت | راه نیافت |
| مهدی احمدکهنی                                          | میله پارالل | ۱۲٫۴۰۰    | ۳۸        | راه نیافت | راه نیافت |
| مهدی احمدکهنی                                          | بارفیکس     | ۱۲٫۳۵۰    | ۲۷        | راه نیافت | راه نیافت |
| سعیدرضا کیخا                                           | تمامی اسباب | —         | —         | تمام نکرد | تمام نکرد |
| سعیدرضا کیخا                                           | حرکات زمینی | ۱۲٫۷۰۰    | ۲۳        | راه نیافت | راه نیافت |
| سعیدرضا کیخا                                           | خرک حلقه    | ۱۴٫۳۰۰    | ۷         | ۱۴٫۷۷۵    | ۴         |
| سعیدرضا کیخا                                           | دار حلقه    | شروع نکرد | شروع نکرد | راه نیافت | راه نیافت |
| سعیدرضا کیخا                                           | میله پارالل | شروع نکرد | شروع نکرد | راه نیافت | راه نیافت |
| سعیدرضا کیخا                                           | بارفیکس     | شروع نکرد | شروع نکرد | راه نیافت | راه نیافت |
| محمدرضا خسرونژاد                                       | تمامی اسباب | —         | —         | ۷۷٫۵۵۰    | ۱۲        |
| محمدرضا خسرونژاد                                       | حرکات زمینی | ۱۲٫۸۵۰    | ۲۱        | راه نیافت | راه نیافت |
| محمدرضا خسرونژاد                                       | خرک حلقه    | ۱۲٫۷۰۰    | ۱۹        | راه نیافت | راه نیافت |
| محمدرضا خسرونژاد                                       | دار حلقه    | ۱۳٫۵۰۰    | ۲۵        | راه نیافت | راه نیافت |
| محمدرضا خسرونژاد                                       | میله پارالل | ۱۳٫۵۰۰    | ۱۹        | راه نیافت | راه نیافت |
| محمدرضا خسرونژاد                                       | بارفیکس     | ۱۲٫۴۰۰    | ۲۶        | راه نیافت | راه نیافت |
| سامان مدنی                                             | تمامی اسباب | —         | —         | ۷۴٫۳۵۰    | ۲۱        |
| سامان مدنی                                             | حرکات زمینی | ۱۲٫۵۰۰    | ۲۶        | راه نیافت | راه نیافت |
| سامان مدنی                                             | خرک حلقه    | ۱۱٫۸۵۰    | ۳۱        | راه نیافت | راه نیافت |
| سامان مدنی                                             | دار حلقه    | ۱۲٫۷۰۰    | ۳۸        | راه نیافت | راه نیافت |
| سامان مدنی                                             | پرش از خرک  | ۱۳٫۲۲۵    | ۱۴        | راه نیافت | راه نیافت |
| سامان مدنی                                             | میله پارالل | ۱۱٫۵۵۰    | ۴۹        | راه نیافت | راه نیافت |
| سامان مدنی                                             | بارفیکس     | ۱۲٫۲۰۰    | ۳۱        | راه نیافت | راه نیافت |

| تیم       | رویداد        | مرحله مقدماتی     | مرحله مقدماتی | مرحله اصلی             | مرحله اصلی | نیمه‌نهایی | فینال                                          | رتبه |
| تیم       | رویداد        | گروه A            | رتبه          | گروه ۲                 | رتبه       | نیمه‌نهایی | فینال                                          | رتبه |
| --------- | ------------- | ----------------- | ------------- | ---------------------- | ---------- | --------- | ---------------------------------------------- | ---- |
| تیم مردان | مسابقات مردان | مالزی · برد ۵۵–۱۱ | ۲             | بحرین · باخت ۲۳–۲۹     | ۳          | راه نیافت | مسابقه جایگاه پنجم · عربستان سعودی · برد ۳۰–۲۳ | ۵    |
| تیم مردان | مسابقات مردان | قطر · باخت ۲۰–۳۵  | ۲             | هنگ کنگ · برد ۴۶–۲۰    | ۳          | راه نیافت | مسابقه جایگاه پنجم · عربستان سعودی · برد ۳۰–۲۳ | ۵    |
| تیم مردان | مسابقات مردان | —                 | —             | کرهٔ جنوبی · باخت ۲۸–۳۴ | ۳          | راه نیافت | مسابقه جایگاه پنجم · عربستان سعودی · برد ۳۰–۲۳ | ۵    |

| ورزشکار      | رویداد       | ۱/۳۲ نهایی | ۱/۱۶ نهایی               | یک‌چهارم نهایی                | نیمه‌نهایی                    | فینال                                           | رتبه |
| ------------ | ------------ | ---------- | ------------------------ | ---------------------------- | ---------------------------- | ----------------------------------------------- | ---- |
| علیرضا خجسته | ۶۶ کیلوگرم   | Bye        | کیم (PRK) · باخت ۰۰–۱۰   | راه نیافت                    | راه نیافت                    | راه نیافت                                       | ۹    |
| محمد محمدی   | ۷۳ کیلوگرم   | Bye        | ناکانو (PHI) · برد ۱۰–۰۰ | ریسمامبتوف (KGZ) · برد ۰۱–۰۰ | آن (KOR) · باخت ۰۰–۱۰        | مسابقه مدال برنز · کیم (PRK) · برد ۱۰–۰۰        | 3    |
| سعید ملایی   | ۸۱ کیلوگرم   | Bye        | جورج (INA) · برد ۱۰–۰۰   | گائو (CHN) · برد ۱۰–۰۰       | لی (KOR) · برد ۱۱–۰۰         | حمزه (KAZ) · باخت ۰۱–۱۰                         | 2    |
| جواد محجوب   | ۱۰۰+ کیلوگرم | —          | Bye                      | توکتوگونوف (KGZ) · برد ۰۱–۰۰ | دورنبایار (MGL) · باخت ۰۰–۱۰ | مسابقه مدال برنز · اولتیبوئف (UZB) · باخت ۰۰–۰۱ | ۵    |

| ورزشکار     | رویداد     | ۱/۳۲ نهایی | ۱/۱۶ نهایی            | یک‌چهارم نهایی | نیمه‌نهایی | فینال     | رتبه |
| ----------- | ---------- | ---------- | --------------------- | ------------- | --------- | --------- | ---- |
| مبینا عزیزی | ۵۷ کیلوگرم | Bye        | لو (CHN) · باخت ۰۰–۱۰ | راه نیافت     | راه نیافت | راه نیافت | ۹    |
| دنیا آقایی  | ۷۰ کیلوگرم | —          | ژو (CHN) · باخت ۰۰–۱۰ | راه نیافت     | راه نیافت | راه نیافت | ۹    |

| ورزشکار          | رویداد     | ۱/۳۲ نهایی | ۱/۱۶ نهایی                     | یک‌هشتم نهایی               | یک‌چهارم نهایی | نیمه‌نهایی | فینال     | رتبه |
| ---------------- | ---------- | ---------- | ------------------------------ | -------------------------- | ------------- | --------- | --------- | ---- |
| مهران ستار       | ۵۶ کیلوگرم | —          | کونتونگ (THA) · باخت ۰–۹       | راه نیافت                  | راه نیافت     | راه نیافت | راه نیافت | ۱۷   |
| احمدرضا عیدی     | ۶۲ کیلوگرم | —          | رامادهان (INA) · برد ۸–۰       | آگایف (TKM) · باخت ۰–۱۰۰   | راه نیافت     | راه نیافت | راه نیافت | ۹    |
| امیرحسین خادمیان | ۶۹ کیلوگرم | —          | باگینبای اولو (KGZ) · باخت ۰–۰ | راه نیافت                  | راه نیافت     | راه نیافت | راه نیافت | ۱۷   |
| حمید امرایی      | ۷۷ کیلوگرم | Bye        | فرمان (KUW) · برد DSQ          | الرشید (JOR) · باخت ۰–۲    | راه نیافت     | راه نیافت | راه نیافت | ۹    |
| محمدمنصور داوری  | ۷۷ کیلوگرم | Bye        | اسرائیلوف (KAZ) · باخت ۰–۱۰۰   | راه نیافت                  | راه نیافت     | راه نیافت | راه نیافت | ۱۷   |
| محسن حمیدی       | ۸۵ کیلوگرم | —          | سکاندار (INA) · برد ۰–۰        | مرتضی‌علیف (KGZ) · باخت ۰–۰ | راه نیافت     | راه نیافت | راه نیافت | ۹    |
| حبیب رنجبر       | ۸۵ کیلوگرم | —          | نمخبایار (MGL) · برد ۰–۰       | الرشید (JOR) · باخت۰–۱۰    | راه نیافت     | راه نیافت | راه نیافت | ۹    |
| مسعود جلیلوند    | ۹۴ کیلوگرم | —          | مونگونبایار (MGL) · برد DSQ    | گراندوک (JOR) · باخت ۰–۱۰۰ | راه نیافت     | راه نیافت | راه نیافت | ۹    |

| ورزشکار       | رویداد     | ۱/۱۶ نهایی              | یک‌هشتم نهایی         | یک‌چهارم نهایی          | نیمه‌نهایی                           | فینال     | رتبه |
| ------------- | ---------- | ----------------------- | -------------------- | ---------------------- | ----------------------------------- | --------- | ---- |
| ناهید پیرهادی | ۴۹ کیلوگرم | Bye                     | دائو (VIE) · برد ۲–۰ | خان (CAM) · باخت ۰–۱۰۰ | شانس مجدد · الیافی (UAE) · باخت ۳–۶ | راه نیافت | ۷    |
| نسیم محمدی    | ۴۹ کیلوگرم | سناتام (THA) · باخت ۰–۳ | راه نیافت            | راه نیافت              | راه نیافت                           | راه نیافت | ۱۷   |

| تیم       | رویداد        | مرحله مقدماتی       | مرحله مقدماتی | نیمه‌نهایی       | فینال                 | رتبه |
| تیم       | رویداد        | گروه B              | رتبه          | نیمه‌نهایی       | فینال                 | رتبه |
| --------- | ------------- | ------------------- | ------------- | --------------- | --------------------- | ---- |
| تیم مردان | مسابقات مردان | ژاپن · برد ۵۵–۲۰    | ۱             | هند · برد ۲۷–۱۸ | کرهٔ جنوبی · برد ۲۶–۱۶ | 1    |
| تیم مردان | مسابقات مردان | پاکستان · برد ۳۶–۲۰ | ۱             | هند · برد ۲۷–۱۸ | کرهٔ جنوبی · برد ۲۶–۱۶ | 1    |
| تیم مردان | مسابقات مردان | مالزی · برد ۵۸–۲۴   | ۱             | هند · برد ۲۷–۱۸ | کرهٔ جنوبی · برد ۲۶–۱۶ | 1    |
| تیم مردان | مسابقات مردان | نپال · برد ۷۵–۲۱    | ۱             | هند · برد ۲۷–۱۸ | کرهٔ جنوبی · برد ۲۶–۱۶ | 1    |
| تیم مردان | مسابقات مردان | اندونزی · برد ۶۵–۲۴ | ۱             | هند · برد ۲۷–۱۸ | کرهٔ جنوبی · برد ۲۶–۱۶ | 1    |

| تیم      | رویداد       | مرحله مقدماتی         | مرحله مقدماتی | نیمه‌نهایی          | فینال           | رتبه |
| تیم      | رویداد       | گروه B                | رتبه          | نیمه‌نهایی          | فینال           | رتبه |
| -------- | ------------ | --------------------- | ------------- | ------------------ | --------------- | ---- |
| تیم زنان | مسابقات زنان | کرهٔ جنوبی · برد ۴۶–۲۰ | ۱             | تایلند · برد ۲۳–۱۶ | هند · برد ۲۷–۲۴ | 1    |
| تیم زنان | مسابقات زنان | بنگلادش · برد ۴۷–۱۹   | ۱             | تایلند · برد ۲۳–۱۶ | هند · برد ۲۷–۲۴ | 1    |
| تیم زنان | مسابقات زنان | تایوان · باخت ۱۸–۲۲   | ۱             | تایلند · برد ۲۳–۱۶ | هند · برد ۲۷–۲۴ | 1    |

| ورزشکار         | رویداد      | ۱/۱۶ نهایی            | یک‌هشتم نهایی                  | یک‌چهارم نهایی           | نیمه‌نهایی                 | فینال                                   | رتبه |
| --------------- | ----------- | --------------------- | ----------------------------- | ----------------------- | ------------------------- | --------------------------------------- | ---- |
| امیر مهدی‌زاده   | ۶۰ کیلوگرم  | Bye                   | ماکالای (PHI) · برد ۶–۰       | نگوین (VIE) · برد ۰–۰   | سایماتوف (UZB) · برد ۷–۶  | آروسید (INA) · باخت ۷–۹                 | 2    |
| بهمن عسگری      | ۷۵ کیلوگرم  | واحدی (AFG) · برد ۸–۰ | خانگایخو (MGL) · برد ۸–۰      | پونگسای (THA) · برد ۲–۰ | شو (TPE) · برد ۰–۰        | الترکستانی (KSA) · برد ۵–۰              | 1    |
| ذبیح‌الله پورشیب | ۸۴ کیلوگرم  | —                     | حیدروف (TJK) · برد ۸–۰        | شرستا (NEP) · برد DSQ   | المسفر (KUW) · باخت ۵–۵   | مسابقه مدال برنز · سجان (JOR) · برد ۳–۲ | 3    |
| سجاد گنج‌زاده    | ۸۴+ کیلوگرم | —                     | طنطیش (PLE) · برد پیروزی آسان | حمدی (KSA) · برد ۴–۱    | شادیخانوف (KGZ) · برد ۲–۱ | نگوین (VIE) · برد ۵–۲                   | 1    |

| ورزشکار       | رویداد      | یک‌هشتم نهایی          | یک‌چهارم نهایی                | نیمه‌نهایی                              | فینال                                     | رتبه |
| ------------- | ----------- | --------------------- | ---------------------------- | -------------------------------------- | ----------------------------------------- | ---- |
| طراوت خاکسار  | ۵۵ کیلوگرم  | حیدره (AFG) · برد ۹–۰ | سانیستیارانی (INA) · برد ۱–۱ | دینگ (CHN) · برد ۵–۱                   | ون (TPE) · باخت ۰–۴                       | 2    |
| رزیتا علیپور  | ۶۱ کیلوگرم  | شین (KOR) · برد ۵–۰   | سوکیاو (THA) · برد ۳–۰       | میرزایوا (UZB) · برد ۰–۰               | یین (CHN) · باخت ۰–۰                      | 2    |
| پگاه زنگنه    | ۶۸ کیلوگرم  | Bye                   | غفورووا (KAZ) · باخت ۰–۰     | شانس مجدد · آنادوردیوا (UZB) · برد ۳–۰ | مسابقه مدال برنز · نگوین (VIE) · برد ۱۰–۰ | 3    |
| حمیده عباسعلی | ۶۸+ کیلوگرم | —                     | احمدووا (UZB) · برد ۷–۰      | اوئکوسا (JPN) · باخت ۱–۲               | مسابقه مدال برنز · نگوین (VIE) · برد ۳–۰  | 3    |

| ورزشکار        | رویداد      | ۱/۳۲ نهایی                    | ۱/۱۶ نهایی                 | یک‌چهارم نهایی                 | نیمه‌نهایی                      | فینال                            | رتبه |
| -------------- | ----------- | ----------------------------- | -------------------------- | ----------------------------- | ------------------------------ | -------------------------------- | ---- |
| قنبرعلی قنبری  | ۶۶ کیلوگرم  | عثمان‌علیف (KGZ) · برد ۱۱۰–۰۰۰ | دامن (KAZ) · برد ۱۱۲–۰۰۰   | دودوف (TJK) · برد ۰۱۰–۰۰۳     | گایبولوئف (UZB) · باخت ۰۰۰–۱۰۱ | راه نیافت                        | 3    |
| بهزاد وحدانی   | ۶۶ کیلوگرم  | چان (TPE) · باخت ۰۰۲–۱۱۰      | راه نیافت                  | راه نیافت                     | راه نیافت                      | راه نیافت                        | ۱۷   |
| الیاس علی‌اکبری | ۸۱ کیلوگرم  | آلابردیف (TKM) · برد ۱۰۲–۰۰۰  | رحمان (INA) · برد ۱۱۱–۰۰۰  | گاجادامبا (MGL) · برد ۰۰۱–۰۰۱ | شاه‌مرادوف (UZB) · برد ۰۰۳–۰۰۱  | خواجه‌زاده (TJK) · برد ۰۱۱–۰۱۰    | 1    |
| امید تیزتک     | ۸۱ کیلوگرم  | اومیروف (TKM) · برد ۱۱۱–۰۰۱   | سوئدا (JPN) · برد ۰۱۳–۰۰۰  | محمدی (AFG) · برد ۰۱۲–۰۰۲     | خواجه‌زاده (TJK) · باخت ۰۰۰–۱۰۰ | راه نیافت                        | 3    |
| قاسم احدی      | ۹۰ کیلوگرم  | اماموف (UZB) · باخت ۰۰۱–۱۰۱   | راه نیافت                  | راه نیافت                     | راه نیافت                      | راه نیافت                        | ۱۷   |
| محمد ملک‌محمدی  | ۹۰ کیلوگرم  | Bye                           | عزیزی (AFG) · باخت ۰۱۰–۱۰۰ | راه نیافت                     | راه نیافت                      | راه نیافت                        | ۹    |
| جعفر پهلوانی   | ۹۰+ کیلوگرم | خورکاشف (TJK) · برد ۰۱۰–۰۰۰   | کومار (IND) · برد ۱۰۰–۰۰۰  | کورالوف (KGZ) · برد ۱۰۰–۰۰۰   | تورائف (UZB) · برد ۰۱۰–۰۱۰     | حسام‌الدینوف (UZB) · باخت ۰۰۰–۰۰۱ | 2    |
| محمدعلی ذاکری  | ۹۰+ کیلوگرم | سروری (AFG) · باخت ۰۱۰–۰۱۴    | راه نیافت                  | راه نیافت                     | راه نیافت                      | راه نیافت                        | ۱۷   |

| ورزشکار        | رویداد     | ۱/۳۲ نهایی               | ۱/۱۶ نهایی                     | یک‌چهارم نهایی                    | نیمه‌نهایی | فینال     | رتبه |
| -------------- | ---------- | ------------------------ | ------------------------------ | -------------------------------- | --------- | --------- | ---- |
| طاهره آذرپیوند | ۵۲ کیلوگرم | Bye                      | دیوسمبایوا (KAZ) · برد ۰۱۰–۰۰۲ | عبدومجیدووا (UZB) · باخت ۰۰۲–۰۱۱ | راه نیافت | راه نیافت | ۵    |
| آذر کولیوند    | ۶۳ کیلوگرم | بیجو (IND) · برد ۰۰۱–۰۰۱ | کوباشوا (KAZ) · باخت ۰۰۱–۱۰۰   | راه نیافت                        | راه نیافت | راه نیافت | ۹    |
| زهرا نادری     | ۶۳ کیلوگرم | چوی (KOR) · برد ۱۰۱–۰۰۰  | شفا (INA) · باخت ۰۱۰–۰۱۰       | راه نیافت                        | راه نیافت | راه نیافت | ۹    |
| زهرا باقری     | ۷۸ کیلوگرم | Bye                      | محمدووا (TKM) · برد ۰۱۲–۰۰۰    | مونختستسگ (MGL) · باخت ۰۰۱–۰۰۲   | راه نیافت | راه نیافت | ۵    |

| ورزشکار                                         | رویداد  | مرحله | مرحله | مرحله | مرحله | مرحله | مرحله | مرحله | مرحله | مرحله | مرحله | مجموع | رتبه |
| ورزشکار                                         | رویداد  | ۱     | ۲     | ۳     | ۴     | ۵     | ۶     | ۷     | ۸     | ۹     | ۱۰    | مجموع | رتبه |
| ----------------------------------------------- | ------- | ----- | ----- | ----- | ----- | ----- | ----- | ----- | ----- | ----- | ----- | ----- | ---- |
| حسین عباس‌اوغلی‌زاده                              | انفرادی | ۲۱    | ۱۳    | ۷     | ۱۶    | ۱۴۷   | ۰     | ۵۰۰   | ۵۰۰   | ۱۱    | ۱     | ۷۱۶   | ۱۴   |
| علیرضا عمیدی                                    | انفرادی | ۲     | ۱۵۵   | ۳     | ۷۶    | ۲۱۸   | ۴۶۹   | ۰     | ۵۰۰   | ۶     | ۹۰    | ۱۰۱۹  | ۲۰   |
| حسین عباس‌اوغلی‌زاده علیرضا عمیدی محمود شیرازی‌نیا | تیمی    | ۱۰۷۵  | ۱۲۶۲  | ۱۲۴۰  | ۱۰۹۷  | ۱۸۶۵  | ۱۴۷۶  | —     | —     | —     | —     | ۸۰۱۵  | ۱۰   |

| ورزشکار       | رویداد     | ۱/۱۶ نهایی               | یک‌چهارم نهایی              | نیمه‌نهایی | فینال     | رتبه |
| ------------- | ---------- | ------------------------ | -------------------------- | --------- | --------- | ---- |
| حامد حواسی    | ۶۰ کیلوگرم | عبدالایف (UZB) · برد ۵–۰ | نگوین (VIE) · باخت ۰–۵     | راه نیافت | راه نیافت | ۵    |
| محمد رحیمی    | ۶۵ کیلوگرم | کومار (NEP) · برد ۵–۰    | سلیموف (UZB) · باخت ۰–۳    | راه نیافت | راه نیافت | ۵    |
| اکبر کیانیان  | ۷۰ کیلوگرم | Bye                      | جماری (MAS) · باخت ۰–۵     | راه نیافت | راه نیافت | ۵    |
| محسن رنج‌دوست  | ۷۵ کیلوگرم | Bye                      | روسدانا (INA) · باخت ۰–۵   | راه نیافت | راه نیافت | ۵    |
| بابک هاشم‌زاده | ۹۰ کیلوگرم | —                        | علاءالدین (SGP) · باخت ۰–۵ | راه نیافت | راه نیافت | ۵    |
| محمد مرتضی    | ۹۵ کیلوگرم | براتوف (UZB) · برد ۵–۰   | یعقوب (MAS) · باخت ۰–۵     | راه نیافت | راه نیافت | ۵    |

| ورزشکار            | رویداد     | ۱/۱۶ نهایی            | یک‌چهارم نهایی                    | نیمه‌نهایی              | فینال     | رتبه |
| ------------------ | ---------- | --------------------- | -------------------------------- | ---------------------- | --------- | ---- |
| زهرا فروغی‌نسب      | ۵۵ کیلوگرم | Bye                   | سیفول (SGP) · باخت ۰–۵           | راه نیافت              | راه نیافت | ۵    |
| نازنین میرمحمدتبار | ۶۰ کیلوگرم | آژاک (MAS) · باخت ۰–۵ | راه نیافت                        | راه نیافت              | راه نیافت | ۹    |
| تهمینه کربلایی     | ۶۵ کیلوگرم | —                     | کامالووا (KGZ) · برد پیروزی آسان | نگوین (VIE) · باخت ۰–۵ | راه نیافت | 3    |

| ورزشکار                                        | رویداد                 | مرحله گروهی | مرحله گروهی | مرحله گروهی | شانس مجدد | شانس مجدد | شانس مجدد | فینال   | فینال | رتبه |
| ورزشکار                                        | رویداد                 | دسته        | زمان        | رتبه        | دسته      | زمان      | رتبه      | زمان    | رتبه  | رتبه |
| ---------------------------------------------- | ---------------------- | ----------- | ----------- | ----------- | --------- | --------- | --------- | ------- | ----- | ---- |
| مجتبی شجاعی                                    | انفرادی دو پارو        | ۱           | ۸:۲۱٫۷۷     | ۳           | ۲         | ۸:۰۲٫۹۴   | ۳ QB      | ۷:۴۹٫۳۶ | ۲     | ۸    |
| محسن شادی عاقل حبیبیان                         | دونفره دو پارو         | ۲           | ۷:۲۰٫۷۷     | ۴           | ۱         | ۷:۱۲٫۴۰   | ۳ QB      | ۸:۲۴٫۸۸ | ۳     | ۹    |
| سیاوش سعیدی بهمن نصیری مسعود محمدی مجتبی شجاعی | چهارنفره دو پارو       | ۲           | ۶:۲۲٫۲۷     | ۱ QA        | —         | —         | —         | ۶:۲۸٫۸۲ | ۵     | ۵    |
| محسن شادی                                      | سبک‌وزن انفرادی دو پارو | ۱           | ۷:۵۴٫۹۸     | ۲           | ۱         | ۷:۵۹٫۱۵   | ۲ QA      | ۷:۲۲٫۸۶ | ۵     | ۵    |
| رضا قهرمانی امیرحسین محمدپور                   | سبک‌وزن دونفره دو پارو  | ۲           | ۷:۱۵٫۷۷     | ۲           | ۱         | ۷:۲۱٫۳۹   | ۲ QA      | ۷:۱۸٫۸۰ | ۵     | ۵    |

| ورزشکار                                            | رویداد                  | مرحله گروهی | مرحله گروهی | مرحله گروهی | شانس مجدد | شانس مجدد | شانس مجدد | فینال   | فینال | رتبه |
| ورزشکار                                            | رویداد                  | دسته        | زمان        | رتبه        | دسته      | زمان      | رتبه      | زمان    | رتبه  | رتبه |
| -------------------------------------------------- | ----------------------- | ----------- | ----------- | ----------- | --------- | --------- | --------- | ------- | ----- | ---- |
| مهسا جاور                                          | انفرادی دو پارو         | ۲           | ۹:۱۸٫۲۱     | ۳           | ۱         | ۸:۴۰٫۶۳   | ۲ QA      | ۸:۵۲٫۶۹ | ۶     | ۶    |
| مریم کرمی پریسا احمدی                              | دونفره دو پارو          | ۱           | ۸:۰۷٫۷۲     | ۳ QA        | —         | —         | —         | ۷:۳۵٫۴۵ | ۳     | 3    |
| نازنین ملائی                                       | سبک‌وزن انفرادی دو پارو  | ۱           | ۸:۳۰٫۴۹     | ۲ QA        | —         | —         | —         | ۸:۱۹٫۲۸ | ۲     | 2    |
| نازنین رحمانی مریم امیدی پارسا                     | سبک‌وزن دونفره دو پارو   | ۱           | ۷:۵۰٫۸۷     | ۲ QA        | —         | —         | —         | ۷:۴۸٫۳۸ | ۲     | 2    |
| مریم کرمی مهسا جاور نازنین رحمانی مریم امیدی پارسا | سبک‌وزن چهارنفره دو پارو | ۱           | ۷:۲۳٫۴۵     | ۱ QA        | —         | —         | —         | ۷:۰۴٫۳۸ | ۲     | 2    |

| ورزشکار       | رویداد | رقابت | رقابت | رقابت | رقابت | رقابت | رقابت | رقابت | رقابت | رقابت | رقابت | رقابت | رقابت | مجموع | رتبه |
| ورزشکار       | رویداد | ۱     | ۲     | ۳     | ۴     | ۵     | ۶     | ۷     | ۸     | ۹     | ۱۰    | ۱۱    | ۱۲    | مجموع | رتبه |
| ------------- | ------ | ----- | ----- | ----- | ----- | ----- | ----- | ----- | ----- | ----- | ----- | ----- | ----- | ----- | ---- |
| مسعود جانی‌نسب | لیزر   | ۱۴    | ۱۴    | ۱۲    | ۱۳    | ۱۴    | ۱۴    | ۱۴    | ۱۴    | ۱۲    | ۱۳    | ۱۲    | ۱۴    | ۱۴۶   | ۱۴   |

| ورزشکار    | Event    | Race | Race | Race | Race | Race | Race | Race | Race | Race | Race | Race | Race | مجموع | رتبه |
| ورزشکار    | Event    | ۱    | ۲    | ۳    | ۴    | ۵    | ۶    | ۷    | ۸    | ۹    | ۱۰   | ۱۱   | ۱۲   | مجموع | رتبه |
| ---------- | -------- | ---- | ---- | ---- | ---- | ---- | ---- | ---- | ---- | ---- | ---- | ---- | ---- | ----- | ---- |
| نیما رهبری | لیزر ۴٫۷ | ۲۱   | ۲۰   | ۱۹   | ۱۶   | ۱۷   | ۱۸   | ۱۷   | ۱۸   | ۱۹   | ۱۸   | ۱۹   | ۱۶   | ۱۹۷   | ۱۸   |

| ورزشکار        | رویداد     | ۱/۳۲ نهایی              | ۱/۱۶ نهایی                             | یک‌چهارم نهایی             | نیمه‌نهایی                        | فینال                                | رتبه |
| -------------- | ---------- | ----------------------- | -------------------------------------- | ------------------------- | -------------------------------- | ------------------------------------ | ---- |
| سهیل جمال‌آبادی | ۵۲ کیلوگرم | ژومی (TJK) · باخت تسلیم | شانس مجدد · احمدجانوف (UZB) · باخت ۰–۱ | راه نیافت                 | راه نیافت                        | راه نیافت                            | ۱۳   |
| ایرج امیرخانی  | ۹۰ کیلوگرم | Bye                     | سیسوانتو (INA) · برد ۸–۰               | حالممتوف (UZB) · باخت ۱–۴ | شانس مجدد · ساتو (JPN) · برد ۴–۰ | شانس مجدد · زکنوف (KAZ) · باخت تسلیم | ۷    |

| ورزشکار      | رویداد     | ۱/۳۲ نهایی | ۱/۱۶ نهایی                 | یک‌چهارم نهایی                  | نیمه‌نهایی                            | فینال     | رتبه |
| ------------ | ---------- | ---------- | -------------------------- | ------------------------------ | ------------------------------------ | --------- | ---- |
| الهام بهرامی | ۴۸ کیلوگرم | —          | Bye                        | تورگونبایوا (UZB) · باخت تسلیم | شانس مجدد · زریپووا (TKM) · باخت ۰–۱ | راه نیافت | ۹    |
| اکرم خانی    | ۶۸ کیلوگرم | Bye        | کدریبکووا (KGZ) · باخت ۰–۱ | راه نیافت                      | راه نیافت                            | راه نیافت | ۱۳   |

| ورزشکار | رویداد   | مرحله مقدماتی                      | مرحله مقدماتی | نیمه‌نهایی | فینال     | رتبه |
| ورزشکار | رویداد   | گروه‌ها                             | رتبه          | نیمه‌نهایی | فینال     | رتبه |
| --- | -------- | ---------------------------------- | ------------- | --------- | --------- | ---- |
| مهرداد جعفری امید حسنی امیر خانی وحید ملکی وحید ابراهیمی عبدالناصر پنق                                                                                 | چهارنفره | پاکستان · برد ۲–۰ · ۲۱–۴, ۲۱–۲     | گروه B ۳      | راه نیافت | راه نیافت | ۶    |
| مهرداد جعفری امید حسنی امیر خانی وحید ملکی وحید ابراهیمی عبدالناصر پنق                                                                                 | چهارنفره | ویتنام · باخت ۰–۲ · ۱۶–۲۴,۲۱–۲۵    | گروه B ۳      | راه نیافت | راه نیافت | ۶    |
| مهرداد جعفری امید حسنی امیر خانی وحید ملکی وحید ابراهیمی عبدالناصر پنق                                                                                 | چهارنفره | نپال · برد ۲–۰ · ۲۱–۱۱, ۲۱–۷       | گروه B ۳      | راه نیافت | راه نیافت | ۶    |
| مهرداد جعفری امید حسنی امیر خانی وحید ملکی وحید ابراهیمی عبدالناصر پنق                                                                                 | چهارنفره | سنگاپور · باخت ۰–۲ · ۱۹–۲۱, ۱۶–۲۱  | گروه B ۳      | راه نیافت | راه نیافت | ۶    |
| مهرداد جعفری سینا رضایی امید حسنی امیر خانی محمد صفایی‌مجد وحید ملکی وحید ابراهیمی عبدالناصر پنق احسان امان‌بائی فرشاد کایکانی مرتضی مقدم حمیدرضا گروه‌ای | رگو تیمی | اندونزی · باخت 0–3 · 0–2, 0–2, 0–2 | گروه B ۳      | راه نیافت | راه نیافت | ۵    |
| مهرداد جعفری سینا رضایی امید حسنی امیر خانی محمد صفایی‌مجد وحید ملکی وحید ابراهیمی عبدالناصر پنق احسان امان‌بائی فرشاد کایکانی مرتضی مقدم حمیدرضا گروه‌ای | رگو تیمی | هند · باخت 1–2 · 1–2, 0–2, 2–0     | گروه B ۳      | راه نیافت | راه نیافت | ۵    |

| ورزشکار               | رویداد               | مقدماتی | مقدماتی | فینال     | فینال     |
| ورزشکار               | رویداد               | امتیاز  | رتبه    | امتیاز    | رتبه      |
| --------------------- | -------------------- | ------- | ------- | --------- | --------- |
| ابراهیم برخورداری     | ۱۰ متر تپانچه بادی   | ۵۶۹     | ۲۵      | راه نیافت | راه نیافت |
| جواد فروغی            | ۱۰ متر تپانچه بادی   | ۵۷۲     | ۲۱      | راه نیافت | راه نیافت |
| امیرمحمد نکونام       | ۱۰ متر تفنگ بادی     | ۶۲۵٫۷   | ۶       | ۱۴۱٫۴     | ۷         |
| امیرسیاوش ذوالفقاریان | ۱۰ متر تفنگ بادی     | ۶۲۳٫۱   | ۱۲      | راه نیافت | راه نیافت |
| پوریا نوروزیان        | ۵۰ متر تفنگ سه وضعیت | ۱۱۵۵    | ۱۲      | راه نیافت | راه نیافت |
| مهیار صداقت           | ۵۰ متر تفنگ سه وضعیت | ۱۱۶۴    | ۴       | ۴۰۶٫۰     | ۶         |
| علی حافظی             | تراپ                 | ۱۰۳     | ۲۸      | راه نیافت | راه نیافت |
| محمدحسین پرورش‌نیا     | تراپ                 | ۱۱۲     | ۲۳      | راه نیافت | راه نیافت |
| رامتین بشارتی         | اسکیت                | ۱۰۷     | ۲۷      | راه نیافت | راه نیافت |
| علی دوستی             | اسکیت                | ۱۱۶     | ۲۱      | راه نیافت | راه نیافت |

| ورزشکار         | رویداد               | مقدماتی | مقدماتی | فینال     | فینال     |
| ورزشکار         | رویداد               | امتیاز  | رتبه    | امتیاز    | رتبه      |
| --------------- | -------------------- | ------- | ------- | --------- | --------- |
| آمیتیس جعفری    | ۱۰ متر تپانچه بادی   | ۵۶۸     | ۱۲      | راه نیافت | راه نیافت |
| گلنوش سبقت‌اللهی | ۱۰ متر تپانچه بادی   | ۵۷۱     | ۴       | ۱۹۲٫۹     | ۴         |
| گلنوش سبقت‌اللهی | ۲۵ متر تپانچه        | ۵۷۲     | ۲۲      | راه نیافت | راه نیافت |
| هانیه رستمیان   | ۲۵ متر تپانچه        | ۵۶۱     | ۲۷      | راه نیافت | راه نیافت |
| الهه احمدی      | ۱۰ متر تفنگ بادی     | ۶۲۶٫۲   | ۵       | ۱۴۱٫۸     | ۷         |
| الهه احمدی      | ۵۰ متر تفنگ سه وضعیت | ۱۱۶۳    | ۴       | ۴۰۰٫۶     | ۷         |
| آرمینا صادقیان  | ۱۰ متر تفنگ بادی     | ۶۲۴٫۷   | ۶       | ۲۰۶٫۳     | ۴         |
| مه‌لقا جام‌بزرگ   | ۵۰ متر تفنگ سه وضعیت | ۱۱۶۲    | ۶       | ۴۴۱٫۲     | 3         |
| شیوا فرح‌پور     | تراپ                 | ۱۱۰     | ۱۴      | راه نیافت | راه نیافت |
| شیوا فرح‌پور     | دبل تراپ             | —       | —       | ۹۴        | ۱۳        |
| سپیده سیرانی    | تراپ                 | ۱۰۷     | ۱۹      | راه نیافت | راه نیافت |

| ورزشکار                         | رویداد                  | مقدماتی | مقدماتی | فینال     | فینال     |
| ورزشکار                         | رویداد                  | امتیاز  | رتبه    | امتیاز    | رتبه      |
| ------------------------------- | ----------------------- | ------- | ------- | --------- | --------- |
| ابراهیم برخورداری هانیه رستمیان | ۱۰ متر تپانچه بادی تیمی | ۷۵۷     | ۹       | راه نیافت | راه نیافت |
| امیرمحمد نکونام نجمه خدمتی      | ۱۰ متر تفنگ بادی تیمی   | ۸۲۸٫۴   | ۷       | راه نیافت | راه نیافت |
| محمدحسین پرورش‌نیا سپیده سیرانی  | تراپ تیمی               | ۱۲۸     | ۱۰      | راه نیافت | راه نیافت |

| ورزشکار                            | رویداد       | مقدماتی | مقدماتی | ۱/۱۶ نهایی                    | یک‌چهارم نهایی                   | نیمه‌نهایی                       | فینال                     | رتبه |
| ورزشکار                            | رویداد       | زمان    | رتبه    | ۱/۱۶ نهایی                    | یک‌چهارم نهایی                   | نیمه‌نهایی                       | فینال                     | رتبه |
| ---------------------------------- | ------------ | ------- | ------- | ----------------------------- | ------------------------------- | ------------------------------- | ------------------------- | ---- |
| مهدی علیپور                        | سرعتی        | ۶٫۳۹۱   | ۷       | پل (SGP) · برد ۷٫۹۴۰–سقوط کرد | علیپور (IRI) · باخت ۶٫۶۸۸–۵٫۸۰۵ | راه نیافت                       | راه نیافت                 | ۷    |
| رضا علیپور                         | سرعتی        | ۵٫۸۳۵   | ۲       | کمال (SGP) · برد ۶٫۴۲۶–۸٫۵۰۵  | علیپور (IRI) · برد ۵٫۸۰۵–۶٫۶۸۸  | صبری (INA) · برد ۵٫۶۳۳–سقوط کرد | ژونگ (CHN) · برد ۶٫۳۹۰–خ‌ش | 1    |
| مهدی علیپور رضا علیپور احسان اسرار | سرعتی امدادی | ۲۰٫۳۲۵  | ۴       | —                             | چین · باخت ۲۴٫۲۵۱–۲۰٫۷۵۴        | راه نیافت                       | راه نیافت                 | ۶    |

| ورزشکار       | رویداد | مقدماتی | مقدماتی | مقدماتی | مقدماتی | مقدماتی | فینال     | فینال     | فینال     | فینال     | فینال     |
| ورزشکار       | رویداد | سرعتی   | بولدر   | لید     | مجموع   | رتبه    | سرعتی     | بولدر     | تعقیبی    | مجموع     | رتبه      |
| ------------- | ------ | ------- | ------- | ------- | ------- | ------- | --------- | --------- | --------- | --------- | --------- |
| خسرو هاشم‌زاده | ترکیبی | ۱۹      | ۱۱      | ۶       | ۱۲۵۴    | ۱۵      | راه نیافت | راه نیافت | راه نیافت | راه نیافت | راه نیافت |

| ورزشکار                           | رویداد       | مقدماتی | مقدماتی | ۱/۱۶ نهایی                          | یک‌چهارم نهایی                | نیمه‌نهایی                    | فینال                                       | رتبه |
| ورزشکار                           | رویداد       | زمان    | رتبه    | ۱/۱۶ نهایی                          | یک‌چهارم نهایی                | نیمه‌نهایی                    | فینال                                       | رتبه |
| --------------------------------- | ------------ | ------- | ------- | ----------------------------------- | ---------------------------- | ---------------------------- | ------------------------------------------- | ---- |
| اعظم کرمی                         | سرعتی        | ۱۰٫۰۸۴  | ۹       | سا (KOR) · باخت ۱۰٫۹۲۴–۹٫۶۹۰        | راه نیافت                    | راه نیافت                    | راه نیافت                                   | ۱۱   |
| کبری لکزایی‌فر                     | سرعتی        | ۹٫۳۲۱   | ۶       | ژیزنفسکایا (KAZ) · برد ۹٫۴۷۳–۱۱٫۰۱۰ | هه (CHN) · باخت ۱۱٫۶۰۴–۸٫۳۸۰ | راه نیافت                    | راه نیافت                                   | ۷    |
| اعظم کرمی کبری لکزایی‌فر حدیث نظری | سرعتی امدادی | ۳۲٫۸۵۰  | ۵       | —                                   | اندونزی · برد ۳۲٫۲۱۶–خ‌ش      | اندونزی · باخت ۳۱٫۷۰۹–۲۶٫۱۵۷ | مسابقه مدال برنز · چین · باخت ۳۱٫۲۵۹–۲۷٫۸۶۰ | ۴    |

| ورزشکار     | رویداد | مقدماتی | مقدماتی | مقدماتی | مقدماتی | مقدماتی | فینال     | فینال     | فینال     | فینال     | فینال     |
| ورزشکار     | رویداد | سرعتی   | بولدر   | لید     | مجموع   | رتبه    | سرعتی     | بولدر     | تعقیبی    | مجموع     | رتبه      |
| ----------- | ------ | ------- | ------- | ------- | ------- | ------- | --------- | --------- | --------- | --------- | --------- |
| الناز رکابی | ترکیبی | ۱۲      | ۳٫۵     | ۶       | ۲۵۲     | ۷       | راه نیافت | راه نیافت | راه نیافت | راه نیافت | راه نیافت |

| ورزشکار      | رویداد  | ۱/۳۲ نهایی                                   | ۱/۱۶ نهایی                                         | یک‌چهارم نهایی | نیمه‌نهایی | فینال     | رتبه |
| ------------ | ------- | -------------------------------------------- | -------------------------------------------------- | ------------- | --------- | --------- | ---- |
| علیرضا شاملی | انفرادی | کانگ (SGP) · برد ۳–۰ · ۱۲–۱۰, ۱۱–۷, ۱۱–۹     | التمیمی (KUW) · باخت ۱–۳ · ۵–۱۱, ۱۲–۱۰, ۸–۱۱, ۸–۱۱ | راه نیافت     | راه نیافت | راه نیافت | ۹    |
| سجاد زارعیان | انفرادی | لی (KOR) · برد ۳–۱ · ۱۱–۳, ۱۰–۱۲, ۱۱–۵, ۱۱–۵ | لی (HKG) · باخت ۰–۳ · ۶–۱۱, ۵–۱۱, ۵–۱۱             | راه نیافت     | راه نیافت | راه نیافت | ۹    |

| ورزشکار       | رویداد  | ۱/۳۲ نهایی                                        | ۱/۱۶ نهایی                                   | یک‌چهارم نهایی | نیمه‌نهایی | فینال     | رتبه |
| ------------- | ------- | ------------------------------------------------- | -------------------------------------------- | ------------- | --------- | --------- | ---- |
| فرشته اقتداری | انفرادی | یئونگ (MAC) · برد ۳–۰ · ۱۱–۵, ۱۱–۵, ۱۱–۹          | واتانابه (JPN) · باخت ۰–۳ · ۷–۱۱, ۵–۱۱, ۲–۱۱ | راه نیافت     | راه نیافت | راه نیافت | ۹    |
| حدیث فرزاد    | انفرادی | آریبادو (PHI) · باخت ۱–۳ · ۶–۱۱, ۹–۱۱, ۱۱–۷, ۵–۱۱ | راه نیافت                                    | راه نیافت     | راه نیافت | راه نیافت | ۱۷   |

| ورزشکار                              | رویداد | مرحله مقدماتی                      | مرحله مقدماتی | نیمه‌نهایی | فینال     | رتبه |
| ورزشکار                              | رویداد | گروه B                             | رتبه          | نیمه‌نهایی | فینال     | رتبه |
| ------------------------------------ | ------ | ---------------------------------- | ------------- | --------- | --------- | ---- |
| فرشته اقتداری حدیث فرزاد غزال شرف‌پور | تیمی   | هند · باخت ۰–۳ · ۰–۳, ۰–۳, ۰–۳     | ۵             | راه نیافت | راه نیافت | ۵    |
| فرشته اقتداری حدیث فرزاد غزال شرف‌پور | تیمی   | هنگ کنگ · باخت ۰–۳ · ۰–۳, ۰–۳, ۱–۳ | ۵             | راه نیافت | راه نیافت | ۵    |
| فرشته اقتداری حدیث فرزاد غزال شرف‌پور | تیمی   | تایلند · برد ۳–۰ · ۳–۰, ۳–۱, ۳–۰   | ۵             | راه نیافت | راه نیافت | ۵    |
| فرشته اقتداری حدیث فرزاد غزال شرف‌پور | تیمی   | اندونزی · باخت ۱–۲ · ۳–۰, ۲–۳, ۰–۳ | ۵             | راه نیافت | راه نیافت | ۵    |
| فرشته اقتداری حدیث فرزاد غزال شرف‌پور | تیمی   | چین · باخت ۱–۲ · ۲–۳, ۳–۰, ۰–۳     | ۵             | راه نیافت | راه نیافت | ۵    |

| ورزشکار       | رویداد  | ۱/۶۴ نهایی | ۱/۳۲ نهایی                                            | ۱/۱۶ نهایی                                                          | یک‌چهارم نهایی                                        | نیمه‌نهایی                                      | فینال     | رتبه |
| ------------- | ------- | ---------- | ----------------------------------------------------- | ------------------------------------------------------------------- | ---------------------------------------------------- | ---------------------------------------------- | --------- | ---- |
| نیما عالمیان  | انفرادی | Bye        | رزال (MAS) · برد ۴–۱ · ۱۲–۱۰, ۱۱–۷, ۱۱–۴, ۸–۱۱, ۱۳–۱۱ | اوئدا (JPN) · باخت ۱–۴ · ۱۵–۱۳, ۶–۱۱, ۵–۱۱, ۷–۱۱, ۱۰–۱۲             | راه نیافت                                            | راه نیافت                                      | راه نیافت | ۹    |
| نوشاد عالمیان | انفرادی | Bye        | نگوین (VIE) · برد ۴–۰ · ۱۱–۹, ۱۱–۸, ۱۱–۹, ۱۱–۹        | جئونگ (KOR) · برد ۴–۳ · ۱۱–۷, ۱۲–۱۰, ۳–۱۱, ۸–۱۱, ۷–۱۱, ۱۳–۱۱, ۱۴–۱۲ | وونگ (HKG) · برد ۴–۱ · ۶–۱۱, ۱۱–۸, ۱۲–۱۰, ۱۱–۵, ۱۱–۸ | لین (CHN) · باخت ۰–۴ · ۱۰–۱۲, ۷–۱۱, ۶–۱۱, ۲–۱۱ | راه نیافت | 3    |

| ورزشکار                                              | رویداد | مرحله مقدماتی                         | مرحله مقدماتی | یک‌چهارم نهایی                        | نیمه‌نهایی | فینال     | رتبه |
| ورزشکار                                              | رویداد | گروه B                                | رتبه          | یک‌چهارم نهایی                        | نیمه‌نهایی | فینال     | رتبه |
| ---------------------------------------------------- | ------ | ------------------------------------- | ------------- | ------------------------------------ | --------- | --------- | ---- |
| امین احمدیان نیما عالمیان نوشاد عالمیان افشین نوروزی | تیمی   | قرقیزستان · برد ۳–۰ · ۳–۰, ۳–۰, ۳–۰   | ۲             | چین تایپه · باخت ۰–۳ · ۰–۳, ۱–۳, ۰–۳ | راه نیافت | راه نیافت | ۵    |
| امین احمدیان نیما عالمیان نوشاد عالمیان افشین نوروزی | تیمی   | ژاپن · باخت ۱–۳ · ۳–۰, ۱–۳, ۱–۳, ۱–۳  | ۲             | چین تایپه · باخت ۰–۳ · ۰–۳, ۱–۳, ۰–۳ | راه نیافت | راه نیافت | ۵    |
| امین احمدیان نیما عالمیان نوشاد عالمیان افشین نوروزی | تیمی   | مالدیو · برد ۳–۰ · ۳–۰, ۳–۰, ۳–۰      | ۲             | چین تایپه · باخت ۰–۳ · ۰–۳, ۱–۳, ۰–۳ | راه نیافت | راه نیافت | ۵    |
| امین احمدیان نیما عالمیان نوشاد عالمیان افشین نوروزی | تیمی   | تایلند · برد ۳–۱ · ۳–۲, ۳–۰, ۲–۳, ۳–۲ | ۲             | چین تایپه · باخت ۰–۳ · ۰–۳, ۱–۳, ۰–۳ | راه نیافت | راه نیافت | ۵    |

| ورزشکار     | رویداد  | ۱/۶۴ نهایی | ۱/۳۲ نهایی                                     | ۱/۱۶ نهایی | یک‌چهارم نهایی | نیمه‌نهایی | فینال     | رتبه |
| ----------- | ------- | ---------- | ---------------------------------------------- | ---------- | ------------- | --------- | --------- | ---- |
| مهشید اشتری | انفرادی | Bye        | کیم (PRK) · باخت ۰–۴ · ۸–۱۱, ۵–۱۱, ۷–۱۱, ۱۰–۱۲ | راه نیافت  | راه نیافت     | راه نیافت | راه نیافت | ۱۷   |
| ندا شهسواری | انفرادی | Bye        | چا (PRK) · باخت ۰–۴ · ۴–۱۱, ۲–۱۱, ۹–۴,۱۱–۱۱    | راه نیافت  | راه نیافت     | راه نیافت | راه نیافت | ۱۷   |

| ورزشکار                                    | رویداد | مرحله مقدماتی                       | مرحله مقدماتی | یک‌چهارم نهایی | نیمه‌نهایی | فینال     | رتبه |
| ورزشکار                                    | رویداد | گروه A                              | رتبه          | یک‌چهارم نهایی | نیمه‌نهایی | فینال     | رتبه |
| ------------------------------------------ | ------ | ----------------------------------- | ------------- | ------------- | --------- | --------- | ---- |
| مهشید اشتری صبا صفری مریم صامت ندا شهسواری | تیمی   | چین · باخت ۰–۳ · ۰–۳, ۰–۳, ۰–۳      | ۳             | راه نیافت     | راه نیافت | راه نیافت | ۹    |
| مهشید اشتری صبا صفری مریم صامت ندا شهسواری | تیمی   | قطر · برد ۳–۰ · ۳–۰, ۳–۰, ۳–۱       | ۳             | راه نیافت     | راه نیافت | راه نیافت | ۹    |
| مهشید اشتری صبا صفری مریم صامت ندا شهسواری | تیمی   | هند · باخت ۱–۳ · ۰–۳, ۳–۲, ۰–۳, ۲–۳ | ۳             | راه نیافت     | راه نیافت | راه نیافت | ۹    |

| ورزشکار                                | رویداد  | ۱/۱۶ نهایی                | یک‌چهارم نهایی               | نیمه‌نهایی                | فینال                       | رتبه |
| -------------------------------------- | ------- | ------------------------- | --------------------------- | ------------------------ | --------------------------- | ---- |
| کوروش بختیار                           | انفرادی | فال (CAM) · برد ۸٫۲۲–۷٫۸۱ | واهیو (INA) · برد ۸٫۲۵–۸٫۱۹ | چن (TPE) · برد ۸٫۵۷–۸٫۴۸ | کانگ (KOR) · باخت ۸٫۷۳–۸٫۸۱ | 2    |
| امیررضا مهربان کوروش بختیار علی سهرابی | تیمی    | Bye                       | فیلیپین · باخت ۸٫۱۰–۸٫۳۳    | راه نیافت                | راه نیافت                   | ۵    |

| ورزشکار         | رویداد      | ۱/۳۲ نهایی | ۱/۱۶ نهایی               | یک‌چهارم نهایی           | نیمه‌نهایی                  | فینال                  | رتبه |
| --------------- | ----------- | ---------- | ------------------------ | ----------------------- | -------------------------- | ---------------------- | ---- |
| فرزان عاشورزاده | ۵۸ کیلوگرم  | Bye        | سوناتوف (TJK) · برد ۲۶–۳ | وو (VIE) · برد ۱۳–۶     | پولاتوف (UZB) · باخت ۱۳–۱۵ | راه نیافت              | 3    |
| میرهاشم حسینی   | ۶۳ کیلوگرم  | Bye        | آگوجو (PHI) · برد ۲۴–۲   | طایروف (UZB) · برد ۲۹–۹ | چو (KOR) · برد ۳۷–۲۹       | ژائو (CHN) · برد ۱۷–۱۱ | 1    |
| امیرمحمد بخشی   | ۶۸ کیلوگرم  | Bye        | ذاکروف (UZB) · برد ۲۴–۴  | هوانگ (TPE) · برد ۱۵–۱۳ | ابوغوش (JOR) · برد ۱۰–۸    | لی (KOR) · باخت ۱۰–۱۲  | 2    |
| مهدی خدابخشی    | ۸۰ کیلوگرم  | Bye        | لی (KOR) · باخت ۲۲–۲۴    | راه نیافت               | راه نیافت                  | راه نیافت              | ۹    |
| سعید رجبی       | ۸۰+ کیلوگرم | —          | لی (KOR) · برد ۶–۳       | سون (CHN) · برد ۵–۴     | ژاپاروف (KAZ) · برد ۱۱–۷   | شوکین (UZB) · برد ۳–۲  | 1    |

| ورزشکار                             | رویداد  | ۱/۱۶ نهایی                 | یک‌چهارم نهایی                  | نیمه‌نهایی                 | فینال                            | رتبه |
| ----------------------------------- | ------- | -------------------------- | ------------------------------ | ------------------------- | -------------------------------- | ---- |
| مرجان سلحشوری                       | انفرادی | چیم (MAC) · برد ۸٫۰۱–۷٫۵۹  | اومه‌هارا (JPN) · برد ۸٫۲۷–۷٫۹۹ | یاپ (MAS) · برد ۸٫۴۳–۸٫۳۰ | روسمانیار (INA) · باخت ۸٫۴۷–۸٫۶۹ | 2    |
| مرجان سلحشوری مهسا صادقی فاطمه حسام | تیمی    | کره جنوبی · باخت ۷٫۹۵–۸٫۱۲ | راه نیافت                      | راه نیافت                 | راه نیافت                        | ۹    |

| ورزشکار         | رویداد      | ۱/۳۲ نهایی                     | ۱/۱۶ نهایی               | یک‌چهارم نهایی                 | نیمه‌نهایی                       | فینال     | رتبه |
| --------------- | ----------- | ------------------------------ | ------------------------ | ----------------------------- | ------------------------------- | --------- | ---- |
| ناهید کیانی     | ۴۹ کیلوگرم  | Bye                            | خادکا (NEP) · برد ۴۳–۴   | کانابال (PHI) · برد ۲۳–۱۵     | وانگپاتاناکیت (THA) · باخت ۶–۱۱ | راه نیافت | 3    |
| الهه شیدایی     | ۵۳ کیلوگرم  | Bye                            | آراگون (PHI) · برد ۱۰–۲  | آلدانگورووا (KAZ) · باخت ۳–۱۱ | راه نیافت                       | راه نیافت | ۵    |
| پریسا جوادی     | ۵۷ کیلوگرم  | تولپبرگنووا (KAZ) · باخت ۱۰–۱۵ | راه نیافت                | راه نیافت                     | راه نیافت                       | راه نیافت | ۱۷   |
| ملیکا میرحسینی  | ۶۷ کیلوگرم  | —                              | باک (VIE) · برد ۲۳–۸     | الصادق (JOR) · باخت ۵–۲۱      | راه نیافت                       | راه نیافت | ۵    |
| زهرا پوراسماعیل | ۶۷+ کیلوگرم | —                              | اوسیپووا (UZB) · باخت۳–۶ | راه نیافت                     | راه نیافت                       | راه نیافت | ۹    |

| ورزشکار                   | رویداد  | ۱/۶۴ نهایی                        | ۱/۳۲ نهایی                                     | ۱/۱۶ نهایی | یک‌چهارم نهایی | نیمه‌نهایی | فینال     | رتبه |
| ------------------------- | ------- | --------------------------------- | ---------------------------------------------- | ---------- | ------------- | --------- | --------- | ---- |
| امیرحسین بادی             | انفرادی | اورومبایف (KGZ) · برد پیروزی آسان | جونگ (TPE) · باخت ۰–۲ · ۰–۶, ۲–۶               | راه نیافت  | راه نیافت     | راه نیافت | راه نیافت | ۱۷   |
| شاهین خالدان              | انفرادی | بابک (KGZ) · برد پیروزی آسان      | واتانوکی (JPN) · باخت ۰–۲ · ۱–۶, ۳–۶           | راه نیافت  | راه نیافت     | راه نیافت | راه نیافت | ۱۷   |
| محمد کارگران شاهین خالدان | دبل     | Bye                               | وانگ (HKG) · یئونگ (HKG) · باخت ۰–۲ · ۴–۶, ۲–۶ | راه نیافت  | راه نیافت     | راه نیافت | راه نیافت | ۱۷   |

| ورزشکار                     | رویداد  | ۱/۶۴ نهایی                        | ۱/۳۲ نهایی                                         | ۱/۱۶ نهایی | یک‌چهارم نهایی | نیمه‌نهایی | فینال     | رتبه |
| --------------------------- | ------- | --------------------------------- | -------------------------------------------------- | ---------- | ------------- | --------- | --------- | ---- |
| غزال پاک‌باطن                | انفرادی | Bye                               | النبهانی (OMA) · باخت ۰–۲ · ۰–۶, ۴–۶               | راه نیافت  | راه نیافت     | راه نیافت | راه نیافت | ۱۷   |
| صدف صادق وزیری              | انفرادی | جئونگ (KOR) · باخت ۰–۲ · ۰–۶, ۰–۶ | راه نیافت                                          | راه نیافت  | راه نیافت     | راه نیافت | راه نیافت | ۳۳   |
| غزال پاک‌باطن صدف صادق وزیری | دبل     | —                                 | فودور (VIE) · لی-نگوین (VIE) · باخت ۰–۲ · ۶–۷, ۱–۶ | راه نیافت  | راه نیافت     | راه نیافت | راه نیافت | ۱۷   |

| ورزشکار        | رویداد  | زمان    | رتبه |
| -------------- | ------- | ------- | ---- |
| بهزاد نوبری‌پور | انفرادی | ۱:۵۵:۳۲ | ۱۴   |

| ورزشکارها                      | رویداد        | مرحله مقدماتی                                                | مرحله مقدماتی | ۱/۱۶ نهایی                                             | یک‌چهارم نهایی                                             | نیمه‌نهایی | فینال     | رتبه |
| ورزشکارها                      | رویداد        | گروه‌ها                                                       | رتبه          | ۱/۱۶ نهایی                                             | یک‌چهارم نهایی                                             | نیمه‌نهایی | فینال     | رتبه |
| ------------------------------ | ------------- | ------------------------------------------------------------ | ------------- | ------------------------------------------------------ | --------------------------------------------------------- | --------- | --------- | ---- |
| رحمان رئوفی عبدالحامد میرزاعلی | مسابقات مردان | ژاویر (TLS) · ژاویر (TLS) · برد ۲–۰ · ۲۱–۱۲, ۲۱–۱۰           | گروه H ۱      | اینکیف (THA) · پادساوود (THA) · برد ۲–۰ · ۲۱–۱۸, ۲۱–۱۶ | گائو (CHN) · لی (CHN) · باخت ۰–۲ · ۱۵–۲۱, ۱۷–۲۱           | راه نیافت | راه نیافت | ۵    |
| رحمان رئوفی عبدالحامد میرزاعلی | مسابقات مردان | شیمیزو (JPN) · هاسگاوا (JPN) · برد ۲–۱ · ۲۰–۲۲, ۲۱–۱۹, ۱۵–۱۳ | گروه H ۱      | اینکیف (THA) · پادساوود (THA) · برد ۲–۰ · ۲۱–۱۸, ۲۱–۱۶ | گائو (CHN) · لی (CHN) · باخت ۰–۲ · ۱۵–۲۱, ۱۷–۲۱           | راه نیافت | راه نیافت | ۵    |
| رحمان رئوفی عبدالحامد میرزاعلی | مسابقات مردان | لی (VIE) · نگوین (VIE) · برد ۲–۰ · ۲۱–۱۵, ۲۱–۱۲              | گروه H ۱      | اینکیف (THA) · پادساوود (THA) · برد ۲–۰ · ۲۱–۱۸, ۲۱–۱۶ | گائو (CHN) · لی (CHN) · باخت ۰–۲ · ۱۵–۲۱, ۱۷–۲۱           | راه نیافت | راه نیافت | ۵    |
| بهمن سالمی آرش وکیلی           | مسابقات مردان | جونگکلانگ (THA) · خائولومتارن (THA) · برد ۲–۰ · ۲۱–۱۷, ۲۱–۱۸ | گروه F ۱      | Ageba (JPN) · Shiratori (JPN) · برد 2–0 · 21–18, 21–15 | یونس (QAT) · تیجان (QAT) · باخت ۱–۲ · ۱۶–۲۱, ۲۱–۱۸, ۱۱–۱۵ | راه نیافت | راه نیافت | ۵    |
| بهمن سالمی آرش وکیلی           | مسابقات مردان | ساجد (MDV) · عبدالوحید (MDV) · برد ۲–۰ · ۲۱–۱۱, ۲۱–۱۷        | گروه F ۱      | Ageba (JPN) · Shiratori (JPN) · برد 2–0 · 21–18, 21–15 | یونس (QAT) · تیجان (QAT) · باخت ۱–۲ · ۱۶–۲۱, ۲۱–۱۸, ۱۱–۱۵ | راه نیافت | راه نیافت | ۵    |
| بهمن سالمی آرش وکیلی           | مسابقات مردان | عبدالرسول (QAT) · ثمود (QAT) · برد ۲–۱ · ۱۷–۲۱, ۲۱–۱۷, ۱۷–۱۵ | گروه F ۱      | Ageba (JPN) · Shiratori (JPN) · برد 2–0 · 21–18, 21–15 | یونس (QAT) · تیجان (QAT) · باخت ۱–۲ · ۱۶–۲۱, ۲۱–۱۸, ۱۱–۱۵ | راه نیافت | راه نیافت | ۵    |

| تیم       | رویداد        | مقدماتی                                  | مقدماتی | ۱/۱۶ نهایی                          | یک‌چهارم نهایی | نیمه‌نهایی                           | فینال                                     | رتبه |
| تیم       | رویداد        | گروه B                                   | رتبه    | ۱/۱۶ نهایی                          | یک‌چهارم نهایی | نیمه‌نهایی                           | فینال                                     | رتبه |
| --------- | ------------- | ---------------------------------------- | ------- | ----------------------------------- | ------------- | ----------------------------------- | ----------------------------------------- | ---- |
| تیم مردان | مسابقات مردان | پاکستان · برد ۳–۰ · ۲۵–۱۶, ۲۵–۱۸, ۳۳–۳۱  | ۱       | چین · برد ۳–۰ · ۲۷–۲۵, ۲۵–۲۰, ۲۵–۲۱ | Bye           | قطر · برد ۳–۰ · ۲۵–۲۳, ۲۵–۱۹, ۲۵–۱۸ | کرهٔ جنوبی · برد ۳–۰ · ۲۵–۱۷, ۲۵–۲۲, ۲۵–۲۱ | 1    |
| تیم مردان | مسابقات مردان | مغولستان · برد ۳–۰ · ۲۵–۱۸, ۲۵–۱۹, ۲۵–۲۰ | ۱       | چین · برد ۳–۰ · ۲۷–۲۵, ۲۵–۲۰, ۲۵–۲۱ | Bye           | قطر · برد ۳–۰ · ۲۵–۲۳, ۲۵–۱۹, ۲۵–۱۸ | کرهٔ جنوبی · برد ۳–۰ · ۲۵–۱۷, ۲۵–۲۲, ۲۵–۲۱ | 1    |

| ش. | پست               | بازیکن             | تاریخ تولد               | باشگاه در ۲۰۱۸    |
| -- | ----------------- | ------------------ | ------------------------ | ----------------- |
| ۲  | دریافت‌کننده قدرتی | میلاد عبادی‌پور     | ۱۷ اکتبر ۱۹۹۳ (۲۴ سال)   | اسکرا بلچاتوف     |
| ۳  | دریافت‌کننده سرعتی | سامان فائزی        | ۲۳ اوت ۱۹۹۱ (۲۷ سال)     | سایپا             |
| ۴  | پاسور             | سعید معروف (ک)     | ۲۰ اکتبر ۱۹۸۵ (۳۲ سال)   | اما ویلاس         |
| ۵  | دریافت‌کننده قدرتی | فرهاد قائمی        | ۲۸ اوت ۱۹۸۹ (۲۸ سال)     | زراعت بانک آنکارا |
| ۶  | مدافع وسط / سرعتی | سید محمد موسوی     | ۲۲ اوت ۱۹۸۷ (۳۱ سال)     | پیام خراسان       |
| ۱۰ | پشت خط زن         | امیر غفور          | ۶ ژوئن ۱۹۹۱ (۲۷ سال)     | والی میلانو       |
| ۱۱ | پشت خط زن         | صابر کاظمی         | ۲۴ دسامبر ۱۹۹۸ (۱۹ سال)  | زراعت بانک آنکارا |
| ۱۴ | دریافت‌کننده قدرتی | محمدجواد معنوی‌نژاد | ۲۷ نوامبر ۱۹۹۵ (۲۲ سال)  | بلو والی ورونا    |
| ۱۶ | مدافع وسط / سرعتی | علی شفیعی          | ۲۱ سپتامبر ۱۹۹۱ (۲۶ سال) | سایپا             |
| ۱۸ | پاسور             | محمدطاهر وادی      | ۱۰ اکتبر ۱۹۸۹ (۲۸ سال)   | خاتم اردکان       |
| ۱۹ | لیبرو             | مهدی مرندی         | ۱۲ مه ۱۹۸۶ (۳۲ سال)      | خاتم اردکان       |
| ۲۱ | دریافت‌کننده قدرتی | مرتضی شریفی        | ۲۷ مه ۱۹۹۹ (۱۹ سال)      | بلو والی ورونا    |
| ۲۴ | لیبرو             | محمدرضا حضرت‌پور    | ۳۱ مارس ۱۹۹۹ (۱۹ سال)    | شمس تهران         |
| ۲۵ | مدافع وسط / سرعتی | امیرحسین توخته     | ۹ آوریل ۲۰۰۱ (۱۷ سال)    | سایپا             |

| ورزشکار       | رویداد       | یک‌ضرب | یک‌ضرب | یک‌ضرب  | دوضرب | دوضرب | دوضرب | مجموع  | رتبه |
| ورزشکار       | رویداد       | ۱     | ۲     | ۳      | ۱     | ۲     | ۳     | مجموع  | رتبه |
| ------------- | ------------ | ----- | ----- | ------ | ----- | ----- | ----- | ------ | ---- |
| مجید عسکری    | ۶۹ کیلوگرم   | ۱۳۳   | ۱۳۵   | ۱۳۵    | —     | —     | —     | —      | —    |
| علی مکوندی    | ۸۵ کیلوگرم   | ۱۵۳   | ۱۵۳   | ۱۵۳    | —     | —     | —     | —      | —    |
| سهراب مرادی   | ۹۴ کیلوگرم   | ۱۸۲   | ۱۸۹   | ۱۸۹ WR | ۲۲۱   | ۲۳۴   | ۲۳۴   | ۴۱۰ GR | 1    |
| کیانوش رستمی  | ۹۴ کیلوگرم   | ۱۷۵   | ۱۷۵   | ۱۸۵    | ۲۱۸   | ۲۲۰   | ۲۲۰   | —      | —    |
| محمدرضا براری | ۱۰۵ کیلوگرم  | ۱۷۶   | ۱۷۶   | ۱۷۶    | —     | —     | —     | —      | —    |
| علی هاشمی     | ۱۰۵ کیلوگرم  | ۱۷۷   | ۱۸۱   | ۱۸۴    | ۲۱۹   | ۲۲۴   | ۲۲۴   | ۴۰۳    | 3    |
| سعید علی‌حسینی | ۱۰۵+ کیلوگرم | ۲۰۱   | ۲۰۱   | ۲۰۸    | ۲۴۰   | ۲۴۸   | ۲۵۴   | ۴۵۶    | 2    |
| بهداد سلیمی   | ۱۰۵+ کیلوگرم | ۲۰۰   | ۲۰۶   | ۲۰۸    | ۲۳۷   | ۲۴۶   | ۲۵۳   | ۴۶۱    | 1    |

| ورزشکار        | رویداد      | مقدماتی                    | یک‌هشتم نهایی                 | یک‌چهارم نهایی                 | نیمه‌نهایی                                   | فینال                                        | رتبه |
| -------------- | ----------- | -------------------------- | ---------------------------- | ----------------------------- | ------------------------------------------- | -------------------------------------------- | ---- |
| رضا اطری       | ۵۷ کیلوگرم  | Bye                        | تلی (NEP) · برد ۱۰–۰         | تومار (IND) · برد ۱۵–۹        | بخبایار (MGL) · باخت ۲–۸                    | مسابقه مدال برنز · کیم (KOR) · برد ۹–۴       | 3    |
| مهران نصیری    | ۶۵ کیلوگرم  | ییرلانبیک (CHN) · باخت ۷–۸ | راه نیافت                    | راه نیافت                     | راه نیافت                                   | راه نیافت                                    | ۱۳   |
| مصطفی حسین‌خانی | ۷۴ کیلوگرم  | امزاد (BAN) · برد ۱۰–۰     | آرازقلیف (TKM) · برد ۱۲–۲    | عبدالرحمانوف (UZB) · باخت ۲–۴ | شانس مجدد · القهالی (YEM) · برد پیروزی آسان | مسابقه مدال برنز · فوجینامی (JPN) · باخت ۸–۹ | ۵    |
| حسن یزدانی     | ۸۶ کیلوگرم  | Bye                        | فاهریانسیاه (INA) · برد ۱۰–۰ | کومار (IND) · برد ۱۱–۰        | یوتیومن (MGL) · برد ۱۲–۲                    | ابونادر (LBN) · برد ۱۰–۰                     | 1    |
| علیرضا کریمی   | ۹۷ کیلوگرم  | —                          | Bye                          | یاماگوچی (JPN) · برد ۱۱–۰     | ابراهیموف (UZB) · برد ضربه فنی              | موسایف (KGZ) · برد ۶–۰                       | 1    |
| پرویز هادی     | ۱۲۵ کیلوگرم | —                          | مالیک (IND) · برد ۱۰–۰       | بولتین (KAZ) · برد ۱۰–۰       | مودزماناشویلی (UZB) · برد ۱۱–۸              | دنگ (CHN) · برد ۷–۰                          | 1    |

| ورزشکار        | رویداد      | یک‌هشتم نهایی                      | یک‌چهارم نهایی                  | نیمه‌نهایی                        | فینال                                         | رتبه |
| -------------- | ----------- | --------------------------------- | ------------------------------ | -------------------------------- | --------------------------------------------- | ---- |
| مهرداد مردانی  | ۶۰ کیلوگرم  | کیم (KOR) · برد ۷–۳               | اوتا (JPN) · باخت ۰–۹          | شانس مجدد · صدیق (INA) · برد ۹–۰ | مسابقه مدال برنز · بهراموف (UZB) · برد ۸–۰    | 3    |
| محمدرضا گرایی  | ۶۷ کیلوگرم  | الحسن (SYR) · برد ۱۱–۲            | تاسمرادوف (UZB) · برد ضربه فنی | کبیسپایف (KAZ) · باخت ۰–۱۰       | مسابقه مدال برنز · هونگ (TPE) · برد ۱۱–۰      | 3    |
| محمدعلی گرایی  | ۷۷ کیلوگرم  | یانگ (CHN) · برد ۸–۰              | سینگ (IND) · برد ۸–۶           | یابیکو (JPN) · برد ۸–۱           | محمودوف (KGZ) · برد ۷–۳                       | 1    |
| حسین نوری      | ۸۷ کیلوگرم  | Bye                               | اوولکوف (TKM) · برد ۱۳–۴       | القهالی (YEM) · برد ۸–۰          | آساکالوف (UZB) · برد ۶–۱                      | 1    |
| علی‌اکبر حیدری  | ۹۷ کیلوگرم  | Bye                               | رامادهانی (INA) · برد ۸–۰      | چو (KOR) · باخت ۳–۴              | مسابقه مدال برنز · ایسکاکوف (KAZ) · باخت ۰–۱۰ | ۵    |
| بهنام مهدی‌زاده | ۱۳۰ کیلوگرم | رحمانوف (KGZ) · برد حریف اخراج شد | منگ (CHN) · برد ضربه فنی       | عبدالله‌یف (UZB) · باخت ۲–۲       | مسابقه مدال برنز · کیم (KOR) · باخت ۱–۱       | ۵    |

| ورزشکار        | رویداد     | ۱/۳۲ نهایی             | ۱/۱۶ نهایی                | یک‌چهارم نهایی                           | نیمه‌نهایی             | فینال                | رتبه |
| -------------- | ---------- | ---------------------- | ------------------------- | --------------------------------------- | --------------------- | -------------------- | ---- |
| رضا سبحانی     | ۵۶ کیلوگرم | Bye                    | ویدیانتو (INA) · باخت ۱–۲ | راه نیافت                               | راه نیافت             | راه نیافت            | ۹    |
| عرفان آهنگریان | ۶۰ کیلوگرم | سونتورن (THA) · برد PD | الحج (YEM) · برد ۲–۰      | جو (KOR) · برد ۲–۱                      | سینگ (IND) · برد ۲–۰  | وانگ (CHN) · برد ۲–۱ | 1    |
| فرود ظفری      | ۶۵ کیلوگرم | —                      | کاهیادی (INA) · برد ۲–۰   | هوانگ (VIE) · برد ۲–۰                   | گروال (IND) · برد ۲–۰ | لی (CHN) · باخت ۰–۲  | 2    |
| محسن محمدسیفی  | ۷۰ کیلوگرم | —                      | اسماعیلوف (KAZ) · برد ۲–۰ | خوتسومبات (LAO) · برد پیروزی استراتژیکی | هام (KOR) · برد ۲–۰   | شی (CHN) · برد ۲–۰   | 1    |

| ورزشکار     | رویداد  | نان‌چوئن | نان‌دائو | مجموع | رتبه |
| ----------- | ------- | ------- | ------- | ----- | ---- |
| فاطمه حیدری | نان‌چوئن | ۹٫۳۷    | ۹٫۵۹    | ۱۸٫۹۶ | ۹    |
| هانیه رجبی  | نان‌چوئن | ۹٫۴۳    | ۹٫۶۶    | ۱۹٫۰۹ | ۶    |

| ورزشکار    | رویداد           | جیانشو | چیانگشو | مجموع | رتبه |
| ---------- | ---------------- | ------ | ------- | ----- | ---- |
| زهرا کیانی | جیانشو و چیانگشو | ۹٫۷۰   | ۹٫۷۱    | ۱۹٫۴۱ | 2    |

| ورزشکار          | رویداد     | ۱/۱۶ نهایی          | یک‌چهارم نهایی         | نیمه‌نهایی               | فینال                | رتبه |
| ---------------- | ---------- | ------------------- | --------------------- | ----------------------- | -------------------- | ---- |
| الهه منصوریان    | ۵۲ کیلوگرم | دوی (IND) · برد ۲–۰ | نگوین (VIE) · برد ۲–۰ | والی (PHI) · برد ۲–۱    | لی (CHN) · باخت ۰–۲  | 2    |
| شهربانو منصوریان | ۶۰ کیلوگرم | —                   | چو (VIE) · برد PD     | بوالوانگ (THA) · برد PD | کای (CHN) · باخت ۰–۲ | 2    |

| ورزشکار                     | شناسه                 | رویداد      | مقدماتی | مقدماتی | مرحله گروهی | مرحله گروهی | یک‌چهارم نهایی   | نیمه‌نهایی          | فینال                            | رتبه |
| ورزشکار                     | شناسه                 | رویداد      | امتیاز  | رتبه    | امتیاز      | رتبه        | حریف نتیجه      | حریف نتیجه         | حریف نتیجه                       | رتبه |
| --------------------------- | --------------------- | ----------- | ------- | ------- | ----------- | ----------- | --------------- | ------------------ | -------------------------------- | ---- |
| حسن پاجانی رضا نوبخت سرکندی | Hasan＿Pes PunisherNB | PES         | ۹       | ۱       | ۹           | ۱           | —               | ویتنام برد ۲–۱     | ژاپن باخت ۱–۲                    | 2    |
| شهریار شاکی                 | DeMiGoD               | استارکرفت ۲ | ۲       | ۱       | —           | —           | اندونزی برد ۳–۰ | کره جنوبی باخت ۰–۳ | مسابقه مدال برنز ویتنام باخت ۰–۳ | ۴    |